# Mount St. Helens
Mount St. Helens ([maunt sejnt helens], česky hora St. Helens, v jazyce původních obyvatel z kmene Kauliců Lawetlat'la) je aktivní sopka, nacházející se v severní části Kaskádového pohoří, ve státě Washington, ve Spojených státech amerických. Jedná se o stratovulkán, tudíž je tvořena lávou a pyroklastiky, které ji svým střídavým ukládáním postupně vybudovaly. Hora byla pojmenována po britském diplomatovi, nesoucí titul St Helens. Je známá svým masivním sesuvem a silnou erupcí z roku 1980, jež během pár minut zničila území o ploše 600 km² a zabila 57 lidí. Poslední vulkanická aktivita proběhla mezi říjnem 2004 a lednem 2008. Jedná se o nejaktivnější sopku Kaskádového pohoří.

## Etymologie a jméno
Sopka od místních indiánských kmenů získala několik jmen, odkazujících na její sopečnou činnost.  Kmen Puyallupů horu nazýval Loowitlatkla (v překladu Dáma ohně či Paní ohně), zatímco Kaulicové ji pojmenovali Lawetlat'la (v překladu Kouřící hora). Kmen Klickitat používal trochu odlišnější název Louwala-Clough (v jejich jazyce Kouřící hora nebo Ohnivá hora). Když v roce 1792 britský průzkumník Královského námořnictva, George Vancouver, jako první evropský kolonista sopku spatřil, pojmenoval ji po tehdejším britském diplomatovi, Alleynu Fitzherbertovi, který jako první nesl titul baron St Helens.
Intuitivně se nabízející překlad „hora svaté Heleny“, s nímž se v češtině běžně setkáváme, je proto nepřesný a zavádějící.

## Mytologie

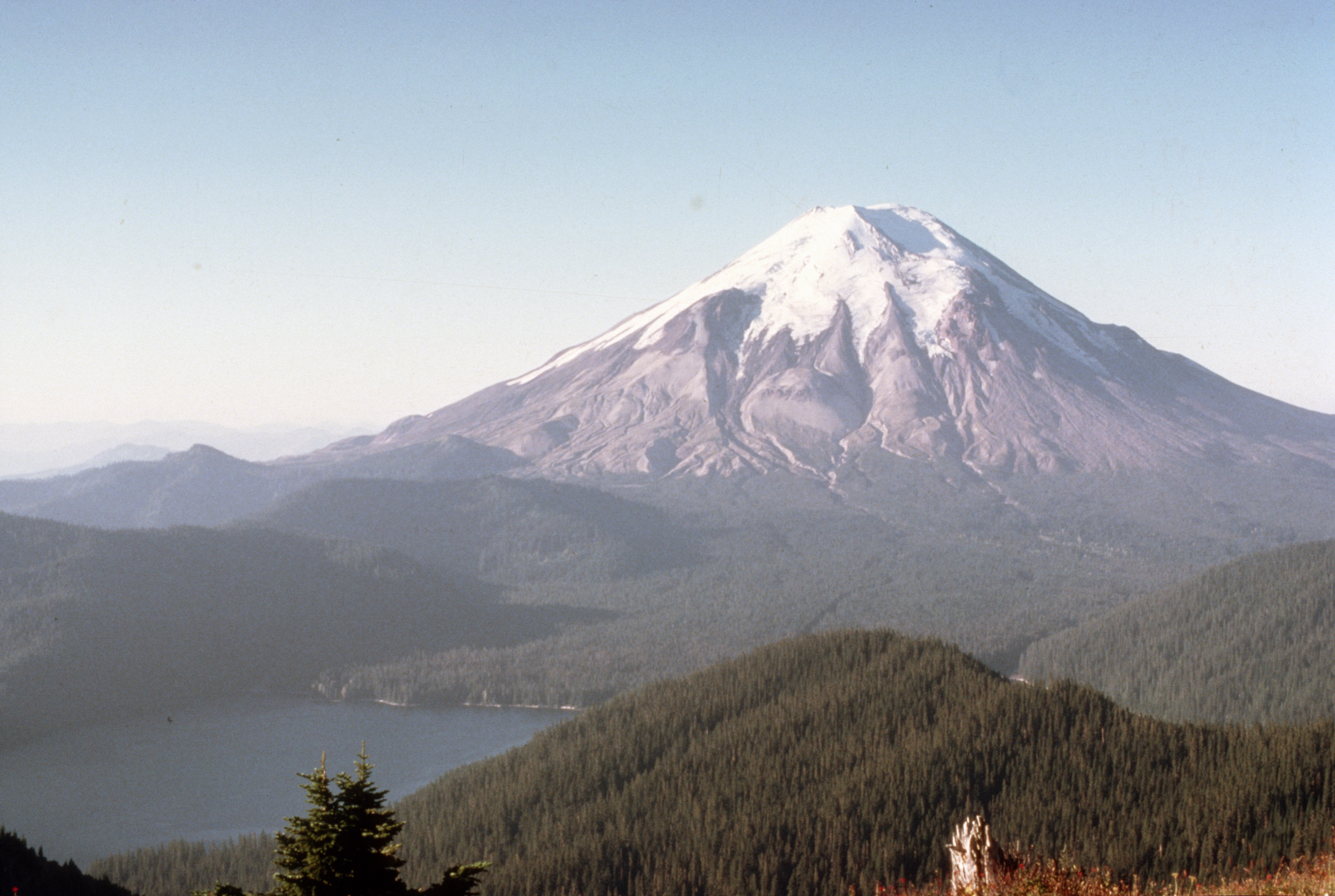
Vzhled sopky St. Helens a jezera Spirit Lake před rokem 1980

Mezi domorodými indiány existovaly legendy, vysvětlující sopečnou povahu, jak Mount St. Helens, tak dalších Kaskádových vulkánů. Nejslavnější z nich je příběh Most bohů, vyprávěný lidmi z kmene Klickitat. Líčí se v něm pověst o náčelníkovi všech bohů a jeho dvou synech: Pahtovi (také nazývaný jako Klickitat) a Wy'eastovi. Ti cestovali po řece Columbii z dálného severu, aby hledali vhodnou oblast k usazení. Když do jedné takové dorazili, pochvalovali si, že ještě nikdy neviděli krásnější zemi. Jenže synové se o ní pohádali. Otec spor vyřešil vystřelením dvou šípů ze svého mocného luku – jeden na sever a druhý na jih. Pahto následoval šíp na sever a usadil se tam, zatímco Wy'east udělal totéž s šípem, směřujícím na jih. Náčelník bohů pak postavil Most bohů, aby se jeho rodina mohla pravidelně scházet. Později se Pahto a Wy'east zamilovali do krásné dívky jménem Loowit, ovšem ta si mezi nimi nedokázala vybrat. Oba o ni bojovali, zatímco ničili okolní vesnice a lesy. Zpustošená země se otřásala tak silně, že obrovský most spadl do řeky. Tím vznikla Soutěska řeky Columbie. Náčelník za trest všechny tři srazil dolů. Tam, kam dopadli, se proměnili ve velké hory. Z Wy'easta se stala Mount Hood, z Pahta sopka Mount Adams a krásná Loowit se proměnila na St. Helens.
Hora, zejména její část nad hranicí stromů, má mimořádný posvátný a duchovní význam pro kmeny Kauliců a Yakamů. Hraje důležitou roli v jejich příběhu o stvoření, včetně některých písní a rituálů. Jako projev uznání kulturního významu bylo území sopky s plochou více 49 km² zapsáno do národního registru historických míst.

## Popis

### Geografie

Topografická mapa části Washingtonu a Oregonu, se čtyřmi sopkami Kaskádového pohoří

Mount St. Helens se nachází v severozápadní části Spojených států amerických, na jihozápadě státu Washington. Leží 85 km severovýchodně od města Portland, 160 km jižně od Seattlu a 135 km východně od Tichého oceánu. V roce 1982 byla společně s přilehlým úpatím vyhlášena za národní památku Národní vulkanická památka Mount St. Helens. Ta je zároveň součástí Národního lesa Gifforda Pinchota. Nejbližšími sousedními sopkami jsou:
- Mount Adams (3742 m) – 55 km východně
- Mount Rainier (4392 m – nejvyšší bod Kaskádového pohoří) – 80 km severovýchodně
- Mount Hood (3426 m) – 100 km jihovýchodně

Před erupcí v roce 1980 byla Mount St. Helens s výškou 2950 m pátou nejvyšší horou ve státě Washington a v okolním panoramatu tvořila nápadnou dominantu. Tyčila se více než 1,5 km nad svou základnou, přičemž spodní svahy splývaly s přilehlými horskými hřebeny. Pro její symetrický kužel, jehož vrchol byl pokryt sněhem a ledem, se jí někdy přezdívalo „Fudži Ameriky“. Průměr základny činí 9,7 km.
Leží v povodí tří hlavních řek (Toutle, Lewis a Kalama), které jsou napájeny tajícím sněhem a ledem na vrcholu. Toutle odvodňuje severovýchodní, severní a západní úbočí, zatímco Kalamě přísluší jen jihozápadní svah. Jižní, východní až severovýchodní úbočí odvodňuje Lewis, která je s průměrným průtokem 173 m³/s a plochou povodí 2710 km² z těchto tří řek největší. Všechny tyto toky odvádějí vodu do řeky Columbie, která se vlévá do Tichého oceánu. Na Lewis byly pro výrobu elektřiny postaveny tři přehradní nádrže (horní Swift, prostřední Yale a dolní Merwin). Rozkládají se 15–30 km jižně až jihozápadně od sopky a celkový objem zadržované vody se blíží k téměř 2 km³. 
Přestože Mount St. Helens leží v okrese Skamania, přístupové komunikace k hoře vedou přes okresy Cowlitz (na západě) a Lewis (na severu). Hlavní pozemní komunikací je Route 504, která slepě končí u Observatoře na Johnstonově hřebenu, zhruba 8 km severozápadně od vulkánu.

### Klima
Z hlediska Köppenovy klasifikace podnebí se okolí St. Helens nachází v klimatickém typu Csb (středozemní podnebí s teplými léty) a její nejbližší úpatí v Csc (středozemní podnebí s chladnými léty). S narůstající nadmořskou výškou se na ní vyskytují chladnější klimatické typy, například Cfc, Dfc a na samotném vrcholu ET. Převažující větry vanou od Tichého oceánu na východ, severovýchod a jihovýchod. Hora tvoří bariéru mořské vzduchové hmotě, postupující směrem do vnitrozemí, díky čemuž jsou na ní vyšší srážkové úhrny. Zároveň se na východní straně sopky uplatňuje srážkový stín. Sníh se ukládá do sněhových polí a ledovců. Na vrcholu může za rok nasněžit až 4,9 m. V nadmořských výškách nad 1200 m je obvyklé, že sněhová pokrývka o tloušťce více než 3 m přetrvává až do července.
| Vrchol Mount St. Helens (1991–2020) – podnebí | Vrchol Mount St. Helens (1991–2020) – podnebí | Vrchol Mount St. Helens (1991–2020) – podnebí | Vrchol Mount St. Helens (1991–2020) – podnebí | Vrchol Mount St. Helens (1991–2020) – podnebí | Vrchol Mount St. Helens (1991–2020) – podnebí | Vrchol Mount St. Helens (1991–2020) – podnebí | Vrchol Mount St. Helens (1991–2020) – podnebí | Vrchol Mount St. Helens (1991–2020) – podnebí | Vrchol Mount St. Helens (1991–2020) – podnebí | Vrchol Mount St. Helens (1991–2020) – podnebí | Vrchol Mount St. Helens (1991–2020) – podnebí | Vrchol Mount St. Helens (1991–2020) – podnebí | Vrchol Mount St. Helens (1991–2020) – podnebí |
| Období                                        | leden                                         | únor                                          | březen                                        | duben                                         | květen                                        | červen                                        | červenec                                      | srpen                                         | září                                          | říjen                                         | listopad                                      | prosinec                                      | rok                                           |
| --------------------------------------------- | --------------------------------------------- | --------------------------------------------- | --------------------------------------------- | --------------------------------------------- | --------------------------------------------- | --------------------------------------------- | --------------------------------------------- | --------------------------------------------- | --------------------------------------------- | --------------------------------------------- | --------------------------------------------- | --------------------------------------------- | --------------------------------------------- |
| Nejvyšší teplota [°C]                         | −1,1                                          | −1,4                                          | −1,1                                          | 0,9                                           | 5,7                                           | 9,3                                           | 15,4                                          | 15,7                                          | 12,8                                          | 6,9                                           | 0,6                                           | −1,9                                          | 15,7                                          |
| Průměrná teplota [°C]                         | −3,8                                          | −4,9                                          | −5,1                                          | −3,7                                          | 0,5                                           | 3,7                                           | 8,9                                           | 9,2                                           | 6,8                                           | 2,1                                           | −2,4                                          | −4,5                                          | 0,6                                           |
| Nejnižší teplota [°C]                         | −6,6                                          | −8,3                                          | −9,1                                          | −8,2                                          | −4,8                                          | −1,9                                          | 2,5                                           | 2,8                                           | 0,8                                           | −2,7                                          | −5,4                                          | −7,2                                          | −9,1                                          |
| Průměrné srážky [mm]                          | 686                                           | 534                                           | 614                                           | 422                                           | 234                                           | 191                                           | 53                                            | 90                                            | 198                                           | 525                                           | 784                                           | 762                                           | 5 093                                         |
| Zdroj: PRISM Climate Group                    |                                               |                                               |                                               |                                               |                                               |                                               |                                               |                                               |                                               |                                               |                                               |                                               |                                               |

### Tektonika

Znázornění kaskádské subdukce

St. Helens je součástí Kaskádského vulkanického oblouku, řetězce dvou desítek aktivních sopek, táhnoucího se podél tichomořského pobřeží od Britské Kolumbie v Kanadě přes stát Washington až do severní Kalifornie. Tento pás je částí tzv. Pacifického ohnivého kruhu, geologicky aktivní zlomové linie vícero tektonických desek, obklopující v délce 40 tisíc kilometrů téměř celý Tichý oceán. Kaskádský vulkanický oblouk leží v místě subdukce, kde se těžší oceánská deska Juan de Fuca podsouvá pod kontinentální severoamerickou desku rychlostí asi 26 mm za rok. Tím zde v zemské kůře dochází k obrovskému napětí a to se uvolňuje seismickou činností v podobě zemětřesení. Subdukující deska Juan de Fuca dále klesá a zhruba ve hloubce 65–130 km dochází vlivem vysokých teplot a tlaků k jejímu tavení, čímž se z ní uvolňují plyny a vodní pára. Vzniklé magma, obohacené těmito plyny, poté díky své nižší hustotě stoupá k povrchu, kde tvoří a pohání řetězce sopek. V důsledku přítomnosti plynné složky se sopečná činnost často projevuje explozivními, někdy i velmi mohutnými erupcemi.
Magma pod St. Helens se hromadí ve dvou magmatických krbech. První leží v hloubce 5–12 km, druhý v 12–40 km. Existují domněnky, že dolní komora by mohla být sdílena se sousední Mount Adams a vulkanickým polem Indian Heaven.

### Fauna a flóra
Svahy a úpatí sopky poskytují domov pro druhy, typické pro západní část ekoregionu Cascades. Tato oblast je bohatá na srážky, například u jezera Spirit činí průměrný roční úhrn 2373 mm. Díky tomu se lesům daří až do nadmořské výšky 1600 m. Nejhojnějšími druhy jsou jedlovec západní, douglaska tisolistá, zerav obrovský, jedle líbezná, jedlovec Mertensův a cypřišek nutkajský. V důsledku vulkanické aktivity je hranice lesa na St. Helens situována níže, zhruba 1340 m n. m. Alpínské louky byly na sopce spíše výjimečné. Kamzík bělák obýval vyšší partie hory, sopečný výbuch v roce 1980 však většinu tamější populace zdecimoval. Co se týče velkých savců, v lokalitě se běžně vyskytují wapiti západní, jelenec černoocasý, medvěd baribal a puma americká.

### Ledovce

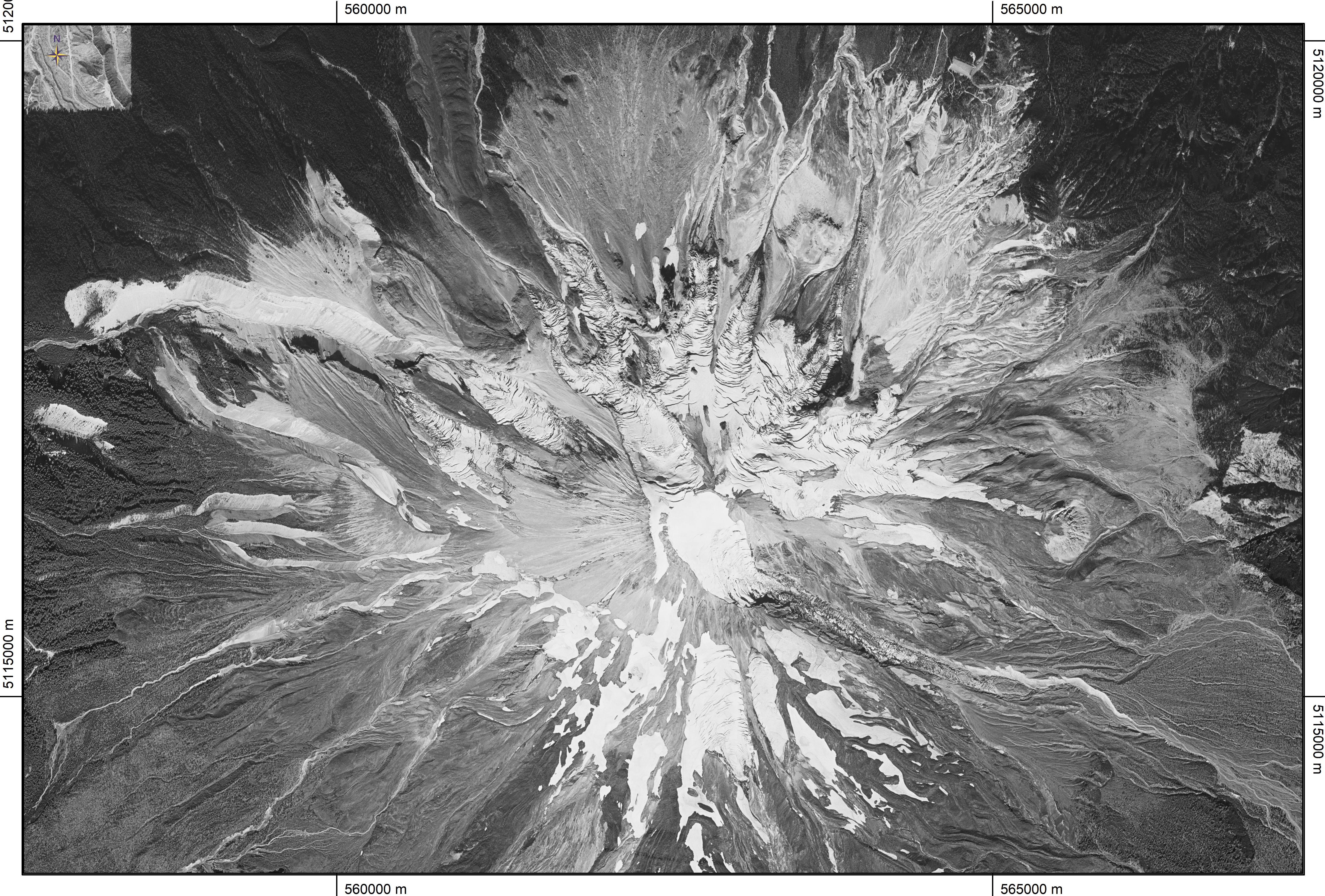
Satelitní snímek z roku 1975, zachycující ledovce na svazích kuželu sopky St. Helens

Před sopečnou erupcí v roce 1980 se na svazích hory vyskytovalo celkem třináct ledovců (z čehož dva na jižním úbočí zůstaly nepojmenované): Shoestring, Forsyth, Ape, Nelson, Dryer, Toutle, Talus, Swift, Wishbone, Loowit a Leschi. Jejich celkový objem činil 180 milionů m³ (0,18 km³). Katastrofální událost poslední dva uvedené zcela zlikvidovala, zatímco Wishbone přišel o převážnou část své hmoty. Úplným zničením vrcholu sopky došlo zároveň k zániku akumulačních oblastí ledovců Forsyth, Nelson, Ape a Shoestring, kde hromaděním sněhu vznikaly. V roce 2001 se na St. Helens nacházely jen ledovce Ape, Swift, Toutle a Talus, včetně obou dvou bezejmenných.

#### Kráterový ledovec

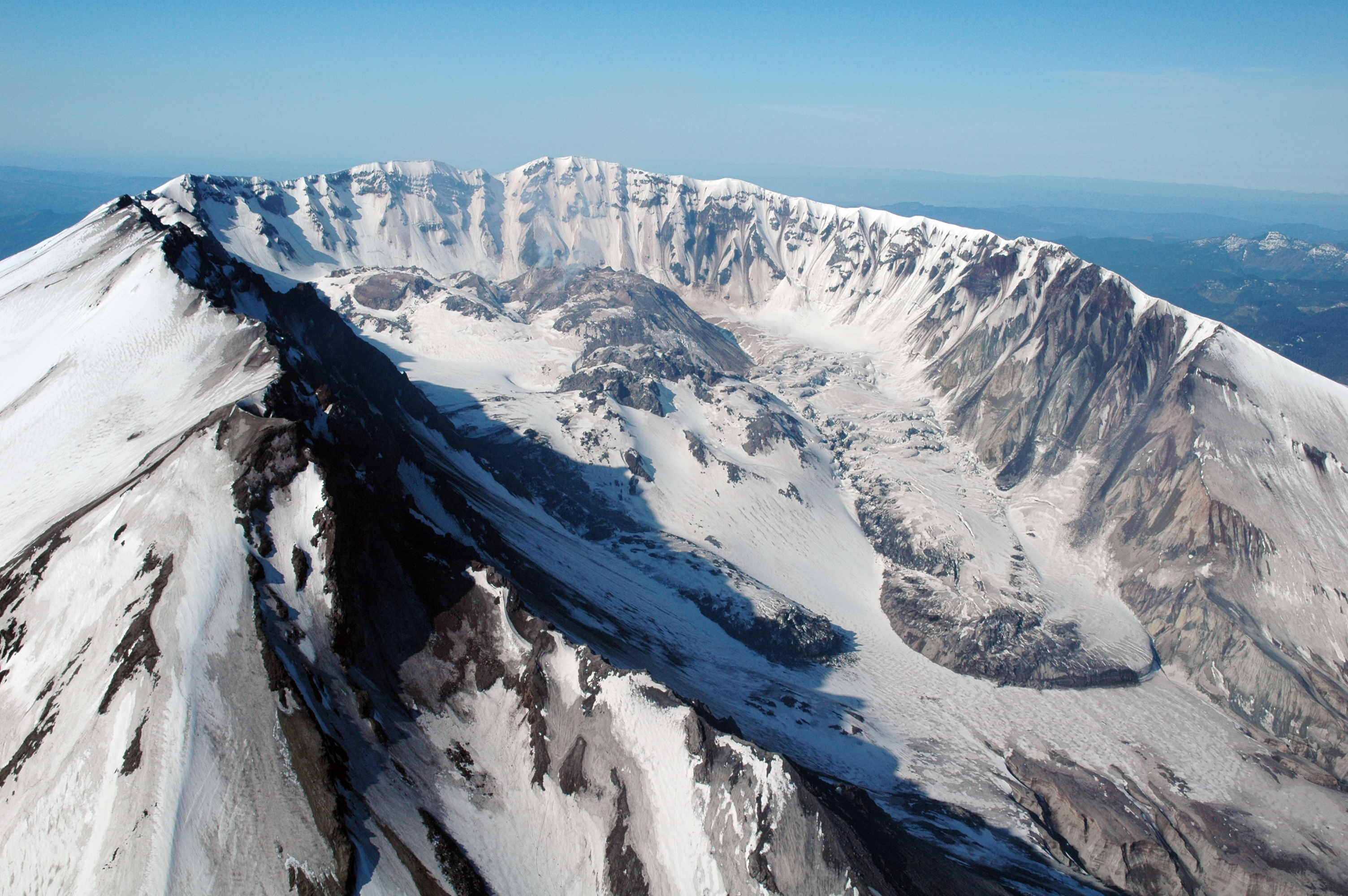
Východní a západní čelo Kráterového ledovce, včetně formujícího se lávového dómu (2007)

Hned první zimu po pohromě se na dně mohutného atriového kráteru vytvořil zcela nový ledovec. Od svého objevu na konci 80. let zůstal dvě dekády nepojmenovaný, nicméně vědci mu neoficiálně říkali Crater Glacier (česky Kráterový ledovec). V roce 2005 ho Rada státu Washington pro geografické názvy označila jako Tulutsonský ledovec. Název navrhl jeden člověk z indiánského kmene Kauliců, jenž v překladu znamená „led“. Dalšími uvažovanými možnostmi byly: Crater, Spirit či Tamanawas. Finální rozhodnutí, které by platilo pro celé USA, musela ještě v červnu 2006 učinit Rada USA pro geografické názvy. Ta vybírala mezi Kráterovým ledovcem, Tulustonským ledovcem a Ledovcem Krafftových. Poslední návrh byla pocta pro manželský pár francouzských vulkanologů, Catherine a Maurice Krafftovi. Ty roku 1991 usmrtil nečekaně velký pyroklastický proud japonského vulkánu Unzen, společně s dalšími 41 vědci a novináři. Navzdory nevoli státu Washington a Lesní služby USA byl nakonec zvolen název Kráterový ledovec.
Díky vysokým a vůči slunci příznivě situovaným stěnám kráteru poskytujících stín po většinu roku, v kombinaci s hustým sněžením a opakovaným sněhovým lavinám, ledovec rychle nabýval na tloušťce (4,3 m za rok). Roku 2001 dosáhl jeho objem 120 mil. m³, z čehož 2/3 tvořil led. O tři roky později pokrýval plochu 0,93 km². Ve stejnou dobu se obnovila sopečná činnost a trvala od října 2004 do ledna 2008. Formující se lávový dóm uprostřed kráteru ledovec rozdělil na západní a východní čelo. Zároveň oba konce odsunul ke stěnám. V důsledku toho se ledovec zdeformoval a proměnil v chaotickou změť ledovcových trhlin a seraků. Navzdory několikaleté vulkanické činnosti byl pohyb čel zachován s tím, že sunutí více zastíněného východního čela bylo rychlejší než čela západního. V květnu 2008 se oba konce spojily a lávový dóm byl tak ze všech stran obklopen ledem. Od roku 2004 se navíc na vnitřních stěnách kráteru vytvořily nové ledovce, které přivádějí horninu a led do hlavního Kráterového ledovce. Po dvou letech měl ledový příkrov průměrnou tloušťku 100 m a maximálně až 200 m, což je téměř tolik, kolik má mnohem starší a rozlehlejší ledovec Carbon na sousední Mount Rainier. Nutno dodat, že ledovec v kráteru St. Helens je geologicky velmi mladý. V současnosti je na hoře podobný objem ledu, jako před erupcí z roku 1980. Každé léto, kdy nastává tání svrchní vrstvy, se povrch ledové masy stává tmavší díky příměsím sopečného popelu a pyroklastik.
Voda z ledovce je odváděna dvěma souběžnými potoky, Step Creek a vodnatějším Loowit Creek. Ty z něj však nevytékají přímo, ale kvůli poréznímu podloží postupně vyvěrají na povrch. Jejich erozní činnost vyhloubila do severního úbočí vulkánu hluboké kaňony, včetně řady vodopádů, z nichž nejvyšší jsou Loowit Falls a Step Falls. Jejich postupná migrace a vývoj ilustruje malou odolnost a nestabilitu podloží. Vodopád na Step Creek se od 90. let do roku 2020 posunul o 100 m proti proudu a jeho výška se snížila z původních 50 m na 21 m. Vodopád na Loowit Creek ustoupil o 12 m, zatímco jeho výška se z 57 m navýšila na 61 m. Oba toky se spojují 5 km od sopky a vzniká Glacier Creek, jenž se po dvou kilometrech levostranně vlévá do severní zdrojnice řeky Toutle.

## Historie

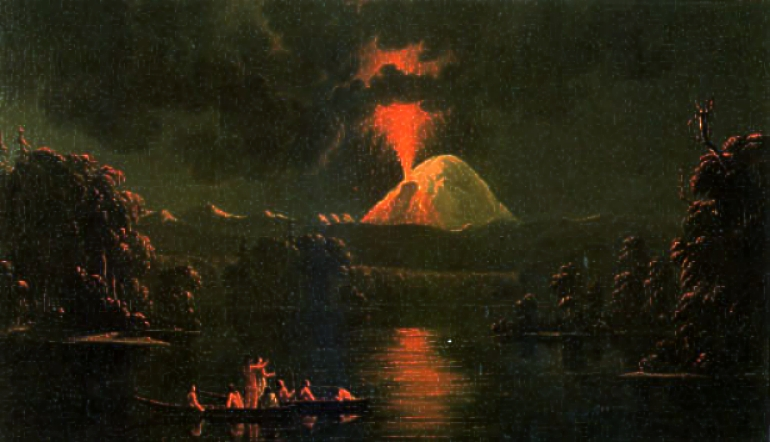
Obraz v noci činné St. Helens od kanadského malíře Paula Kaneho při jeho návštěvě regionu v roce 1847

George Vancouver, velitel královského námořnictva a posádka průzkumné lodi HMS Discovery se stali prvními Evropany, již na vlastní oči poprvé spatřili stratovulkán St. Helens, a to dne 19. května 1792 během objevování severního pobřeží Tichého oceánu. Když 20. října téhož roku vplul Vancouver s Discovery do ústí řeky Columbie, pojmenoval horu po tehdejším britském diplomatovi Alleynu Fitzherbertovi, nesoucímu titul baron St Helens. O několik let později zaslechli průzkumníci, obchodníci a misionáři v regionu zprávy o erupci. Současní geologové a historici určili, že k ní skutečně došlo v roce 1800, což rovněž znamenalo začátek 57 let dlouhého erupčního období Goat Rocks. Sopečným popelem znepokojení členové zdejšího indiánského kmene Nespelem se rozhodli utěšit „rozhněvané bohy“ tancem a modlením, v důsledku čehož si nestačili udělat dostatečné zásoby na zimu, při níž je poté sužoval hlad. 
V roce 1829 zahájil Hall J. Kelley kampaň za přejmenování Kaskádového pohoří na Prezidentovo pohoří (President's Range) a zároveň změnit názvy všech zdejších významných velehor po bývalých prezidentech USA. V letech 1831 a 1835 psal Meredith Gairdner, lékař z Fort Vancouver, o erupční aktivitě. Avšak to, co nazýval proudy lávy mohly ve skutečnosti být lahary nebo pyroklastické proudy. Koncem podzimu nebo začátkem zimy roku 1842 byli evropští osadníci a misionáři svědky další sopečné erupce. Popel se mohl dostat až do sousedního Oregonu na jihu do vzdálenosti 80 km, přičemž slabé erupce pokračovaly následujících 15 let až do konce vulkanického období Goat Rocks. O rok později údajně měla láva nebo žhavý popel těžce popálit nohu jednomu indiánovi během lovu jelenů. Zraněný muž vyhledal ošetření ve Fort Vancouver. 17. dubna 1857 noviny Republican informovaly, že Mount St. Helens či jiná sopka na jihu je v činném stavu, nicméně absence výraznější vrstvy popela v rámci stratigrafického průzkumu vypovídá o nízké intenzitě dané události.

## Historická aktivita
Celou eruptivní aktivitu St. Helens lze rozdělit do dvou etap: rané a moderní. První (fáze Ape Canyon, Cougar a Swift Creek) zahrnuje pleistocenní epochu před 275–12,8 tisíci roky. Druhá (fáze Spirit Lake) začala před 3900 roky a trvá dodnes. Obě etapy se od sebe liší především složením vyvrhovaných produktů. Během první vulkán vyvrhoval dacitové a andezitové lávy, zatímco v moderní etapě je složení lávy různorodější (od olivínového čediče až po andezit a dacit).

### Raná historie
- Ape Canyon (před 275–35 tisíci let): tato fáze je nejméně prozkoumanou a zároveň zahrnuje relativně dlouhý časový úsek. Rozděluje se na dvě období: první (před 275–250 tisíci let) a druhé (před 160–35 tisíci let). Je možné, že mezi nimi nastalo dlouhé období nečinnosti, popřípadě sopečná aktivita panovala, ale její stopy nebyly dosud identifikovány. Během fáze Ape Canyon sopka tvořila lávové dómy a vyvrhovala lávy dacitového a andezitového složení. Zároveň způsobovala i explozivní erupce, což na východě dokládají vrstvy sopečného popela.
- Cougar (před 28–18 tisíci lety): po období nečinnosti, dlouhém 7 tisíc let, nastupuje Cougar, pravděpodobně nejaktivnější fáze před moderní etapou. Během ní se na St. Helens odehrávaly výbušné erupce, uvolňující velké objemy sopečných vyvrženin. Docházelo k tvorbě lávových dómů, laharů, lávových proudů, sesuvů a pyroklastických proudů. V tuto dobu proběhl masivní sesuv, patrně větší než sesuv z roku 1980. Jižní svah tehdejšího vulkánu zkolaboval a zanechal hromadu suti (místy až 270 m mocnou), sahající až do vzdálenosti 17 km, která dočasně přehradila nedalekou řeku Lewis. Po protržení se jejím údolím prohnala masivní povodeň a na dolním toku uložila 60 m mocnou vrstvu sedimentů. Bezprostředně po sesuvu nastala silná explozivní erupce, která zbytky sesuvu překryla 90 m dacitické pemzy. Konec fáze Cougar dovršil nejmohutnější proud lávy za celou existenci St. Helens. Postupoval údolím dnešního potoka Swift Creek, urazil 6 km a jeho mocnost činila 200 m. Sopka poté přešla do období klidu, dlouhého 2 tisíce let.
- Swift Creek (před 16–12,8 tisíci let): dominantní bylo formování lávových dómů dacitového složení, jejichž strukturální nestabilita byla příčinou vzniku pyroklastických proudů. Na konci této fáze dosahoval sopečný kužel výšky 2100 m.

### Moderní historie
Poslední eruptivní fáze, Spirit Lake, započala před 3900 lety a trvá dodnes. Dělí se na kratší období, kterými jsou Smith Creek, Pine Creek, Castle Creek, Sugar Bowl, Kalama, Goat Rock a Moderní období.
- Smith Creek (před 3,9–3,3 tisíci lety): v průběhu tohoto období (1860 př. n. l.) došlo k největší sopečné erupci sopky za celý holocén (posledních 11 tisíc let). Její síla na indexu vulkanické aktivity dosáhla stupně VEI 6 (erupce z roku 1980 přitom stěží dosáhla VEI 5). Je zdrojem vrstvy dacitické tefry zvané Yn, která se vyskytuje na území Washingtonu, včetně dvou kanadských provincií Britská Kolumbie a Alberta, ve vzdálenosti 950 km od svého zdroje. Na konci období se sopečná aktivita vyznačovala vytvářením lávových dómů či laharů, které se prohnaly řekou Toutle a pravděpodobně ještě pronikly do řeky Columbie. V průběhu celého Smith Creek se vyvrhlo přes 10 km³ sopečného materiálu. Vrstvy pemzy z tohoto období dosahují ve vzdálenosti 80 km mocnosti přibližně 46 cm. Po něm se vulkán uklidnil na dalších 400 let.
- Pine Creek (před 2,9–2,5 tisíci lety): převažovala produkce pyroklastických proudů, dacitových lávových dómů a na severním úbočí St. Helens navíc došlo ke dvěma menším sesuvům. Kolapsy dómů způsobovaly pyroklastické proudy, postupující po jižním a severním svahu. Jejich depozita jsou místy tlustá až 180 m. Při konci období Pine Creek se objevovaly čedičové a andezitové proudy lávy, pyroklastické proudy a lahary. Na základě analýzy obnažených dómů se odborníci domnívají, že v té době byla sopka jejich shlukem, které nadmořskou výšku navýšily až na 2100 m.
- Castle Creek (před 2–1,7 tisíci lety): sopečná aktivita se vyznačovala tvorbou pyroklastických proudů, lávových dómů a proudů lávy. Ty během posledních 200 let přeměnily shluk dómů z období Pine Creek a St. Helens získala typický kuželovitý tvar. Tři čedičové proudy lávy se valily po svazích a dotekly až 13 km od svého zdroje. Nadmořská výška vrcholu se na konci Castle Creek pohybovala okolo 2450 m.

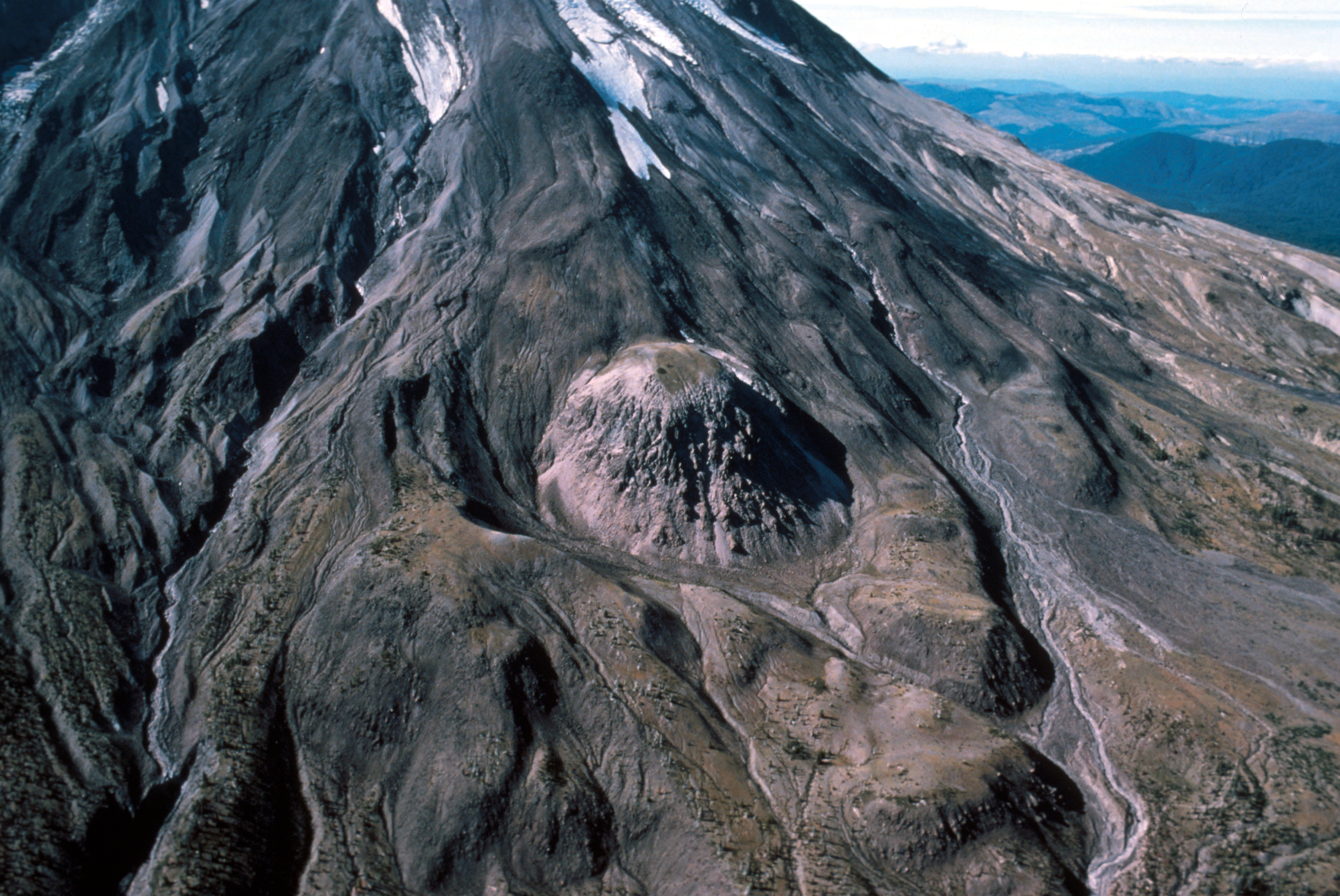
Lávový dóm na východním úbočí z období Sugar Bowl

- Sugar Bowl (1200–1150 př. n. l.): jednalo se o krátkodobou a nízkoobjemovou aktivitu, jež celkový vzhled sopky příliš nezměnila. Během ní byly na úbočí vystavěny tři lávové dómy. Výbušné erupce, spojené s jejich růstem, vytvořily vrstvu tefry zvanou D, která obsahuje 69 % oxidu křemičitého, což je nejvíc ze všech objevených vrstev.
- Kalama (1479–1750): období velkých objemů dacitové tefry, pyroklastických proudů, lávových dómů, laharů a proudů andezitové lávy. Výška hory se navýšila o dalších 500 m. Kalamu rozlišujeme na ranou, střední a pozdní. Raný úsek zahájila v roce 1479 (nebo 1480) mohutná erupce s indexem VEI 5, která byla 4x větší než výbuch v roce 1980. Další VEI 5 erupce proběhla již v roce 1482, oproti předešlé však byla 4x slabší. Obě jsou zdrojem vrstev tefry Wn a We. Dále je vhodné zmínit, že v podstatě šlo o unikátní událost, jelikož ani u sopek ve světě není obvyklé, aby takto silné erupce od sebe dělilo jen pár let. Během následujících 10 až 20 let vyrostlo v kráteru několik nových lávových dómů, které posléze zničily erupce explozivního charakteru. Pozůstatky laharů a pyroklastických proudů z té doby jsou hojné na západním a jižním úbočí sopky. Střední Kalama začala kolem roku 1510 andezitovou erupcí, generující horký typ laharů, pyroklastické proudy, několik lávových proudů a vrstvu tefry označenou jako X.

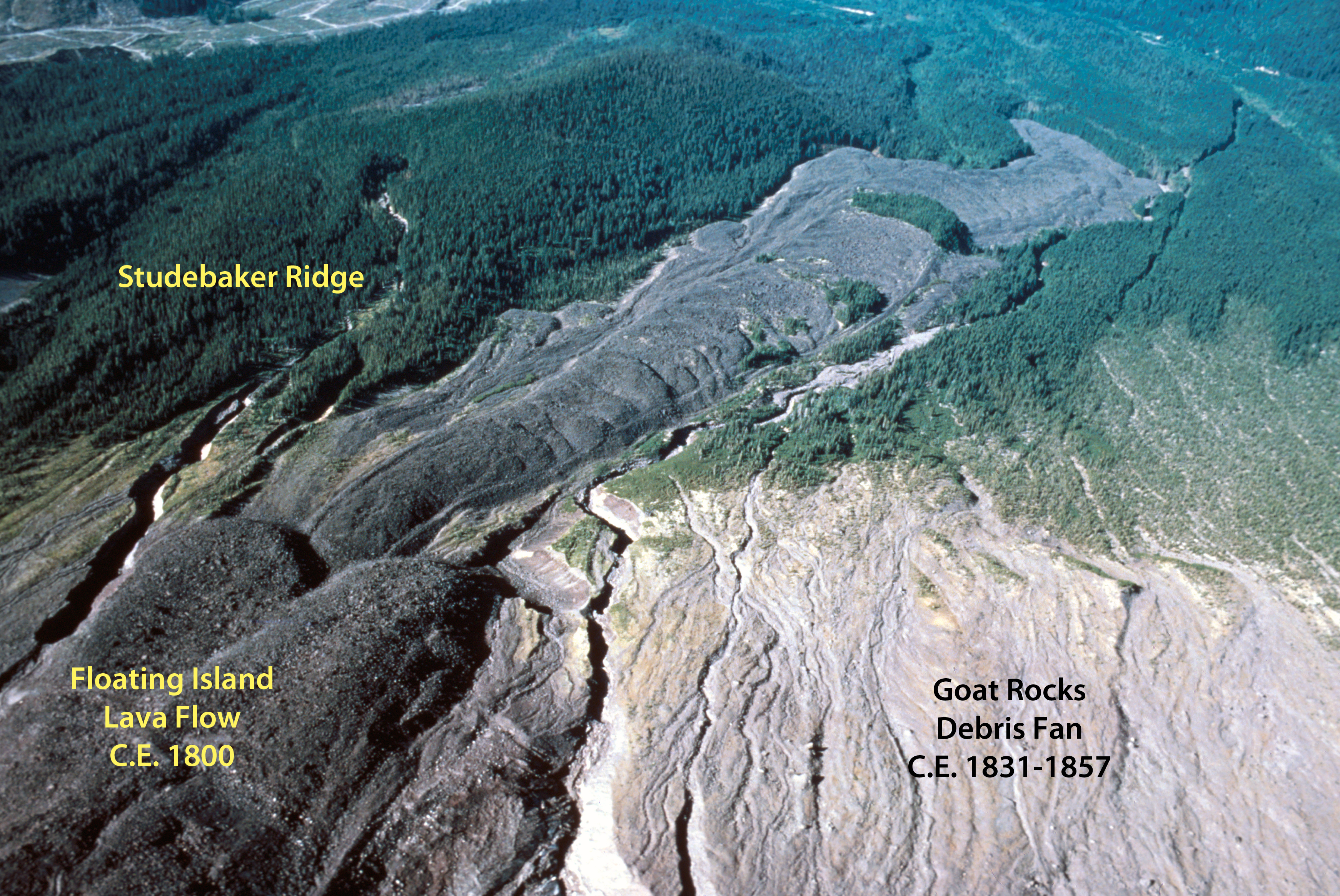
Lávový proud z období Goat Rocks, starý přes 200 let

Vyvrcholení nastalo roku 1535, kdy na všech svazích teklo mnoho velkých lávových proudů andezitového složení. Rok 1570 se považuje za konec střední Kalamy. Nejvýznamnější událostí pozdní Kalamy byl růst velkého dacitového dómu na vrcholu hory mezi roky 1620 a 1720. Jeho formování doprovázely pyroklastické proudy a lahary, postupující po všech svazích.
- Goat Rocks (1800–1857): předposlední období bylo krátké, relativně malé a celkový vzhled sopky nezměnilo. Výbušná erupce z roku 1800 vytvořila ložisko tefry, označené písmenem T. Potom následoval andezitový lávový proud, jehož pole působnosti bylo na severním svahu. Přerušované erupce v letech 1831 až 1857 daly vzniknout dómu Goat Rocks Dome, jehož růst mimo jiné vedl i k laharům. Předpokládá se, že poslední významná erupce St. Helens před rokem 1980 nastala v roce 1857. Menší výbuchy, hlášené v letech 1898, 1903 a 1921, však byly pravděpodobně způsobeny párou, bez účasti magmatu.
- Moderní období (1980–současnost)

## Erupce v roce 1980

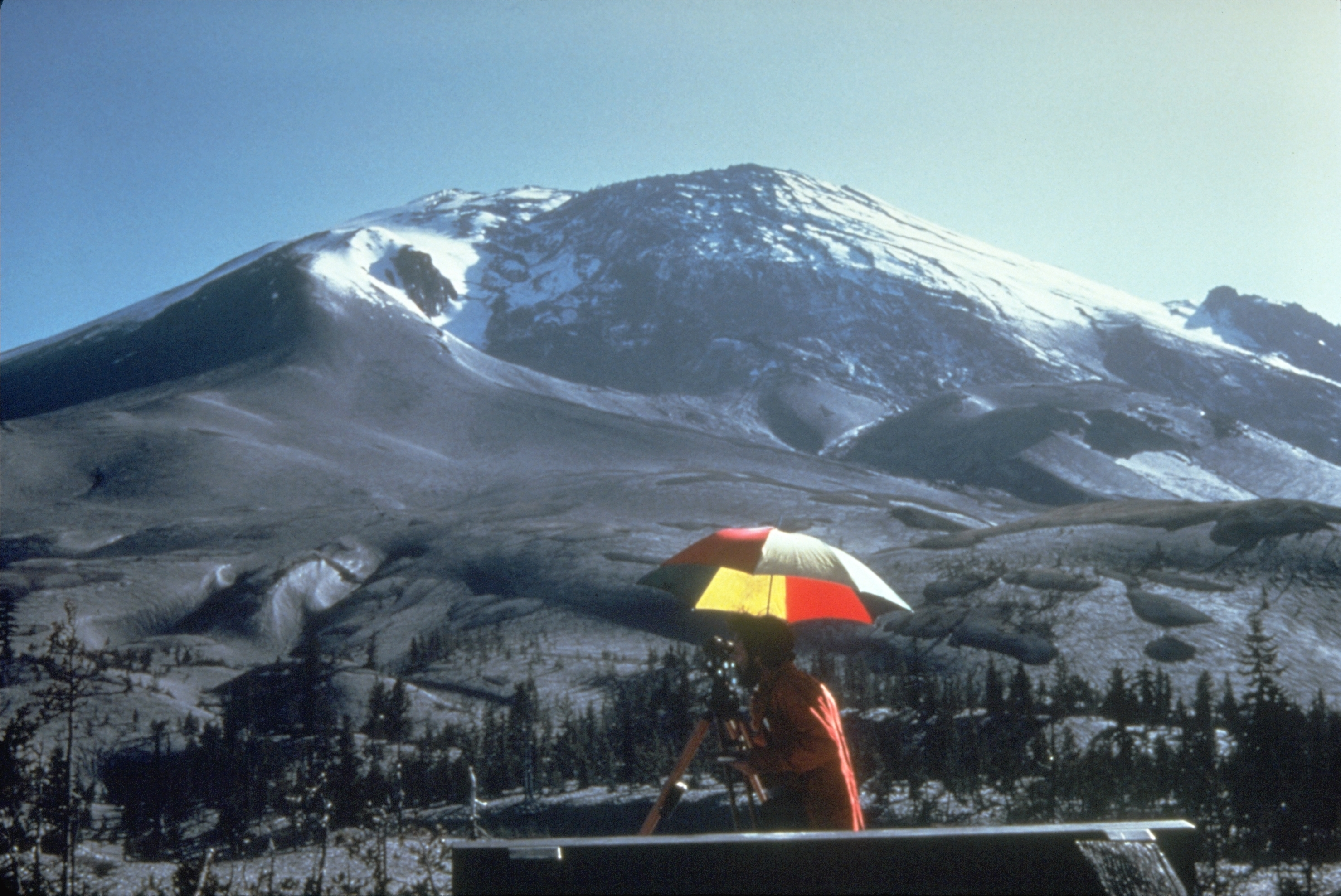
Rostoucí kryptodóm 27. dubna 1980

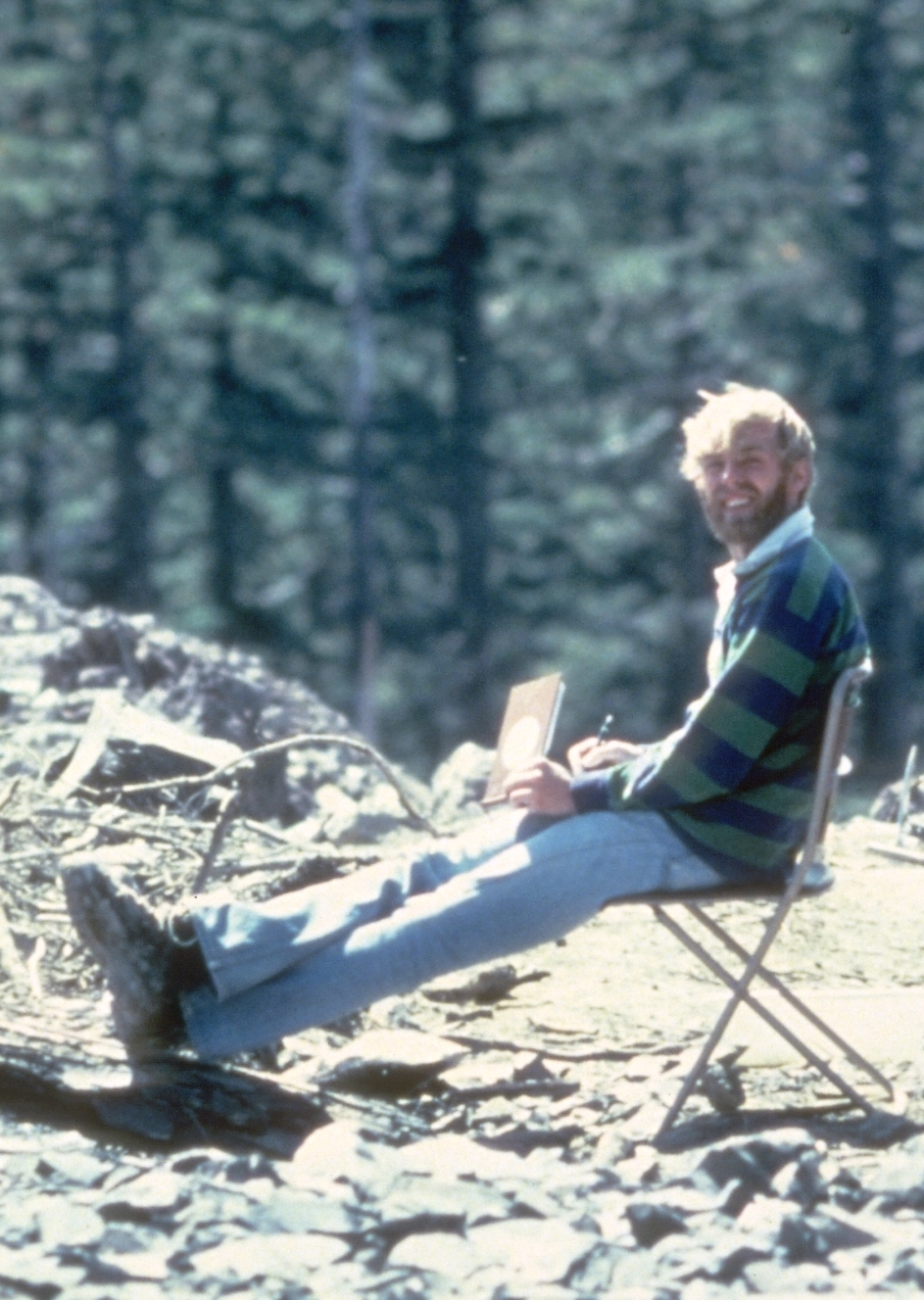
Poslední fotografie vulkanologa Davida Johnstona, pořízená jen
13,5 hodin před hlavní erupcí

### Pozadí
Po poslední erupci v roce 1857 přešla Mount St. Helens do stavu klidu a do roku 1980 u ní nedošlo k žádnému sopečnému výbuchu. 15. března se však pod horou odehrálo několik malých zemětřesení, naznačujících možný pohyb magmatu. Prvním signálem, že by mohlo dojít ukončení 123 let dlouhého období klidu, byl mělký otřes s magnitudem 4,2 Mw, k němuž došlo 20. března v 15:45 místního času. Do konce měsíce seismická aktivita zesílila. Mezi 26. a 27. březnem bylo detekováno 174 otřesů o síle vyšší než 2,6 Mw. Do 18. května si držely slabě rostoucí trend. Zatímco na začátku dubna bylo denně registrováno pět zemětřesení s magnitudem 4,0 Mw a víc, týden před 18. květnem to bylo již osm otřesů. Opakovaně na svazích hory spouštěly sněhové laviny.
První erupce nastala 27. března ve 12:36. Byla freatického typu (výbuch páry, způsobené zahřátím podzemní vody magmatem, aniž by došlo k jejich přímému kontaktu). Vytvořila kráter o šířce 75 m a sopečný popel vyvrhla do výšky 2,1 km. Následovaly další zemětřesné roje a série freatických výbuchů, při nichž sopečný popel vystoupal až do výšky 3,4 km. Druhý kráter se zformoval 29. března. Mračna popela doprovázely dokonce i vulkanické blesky. O den později bylo registrováno již 93 samostatných výbuchů. Na začátku dubna vulkanology a geology znepokojil výskyt harmonických otřesů. Guvernérka státu Washington, Dixy Lee Ray, vyhlásila 3. dubna výjimečný stav. Později se od 30. dubna musel uvést v platnost zákaz vstupu do tzv. červené zóny. To mnoha majitelům chat znemožnilo přístup k jejich nemovitostem. Červená zóna je oblast kolem sopky, vytyčená odborníky na základě znalostí o jejích minulých erupcích, kam by mohl sahat výskyt nebezpečných sopečných jevů. Navzdory nevoli naléhajících geologů bylo území zóny zmenšeno kvůli tlaku ze strany majitelů chat, táborníků, turistů a těžařských společností. 7. dubna se sopečný kráter rozrostl na šířku 500 m a hloubku 150 m.
Na konci dubna experti z Americké geologické služby (USGS) s překvapením zjistili, že se severní svah vyboulil směrem ven o nejméně 82 m. Od té doby se tento „hrb“ rozrůstal každý den o dalších 1,5–1,8 m. V první polovině května činilo vydutí již 120 m. Zároveň se samotný vrchol sopky začal propadat a klesat. Tyto změny v morfologii hory souvisely s celkovou deformací, která do poloviny května navýšila objem St. Helens o 0,13 km³. Tento nárůst pravděpodobně odpovídal množství magmatu, které se při výstupu odklonilo a začalo se hromadit pod severním svahem. Tento morfologický útvar, kdy se magma hromadí těsně pod povrchem, který tím vyboulí, se odborně nazývá kryptodóm. 30. dubna vydali geologové prohlášení, kde sesuv této struktury označují za primární nebezpečí a že by taková událost mohla vést k erupci. 7. května se obnovily sopečné výbuchy, podobné výbuchům z konce března. Do 18. května bylo zaznamenáno asi 10 tisíc zemětřesení. Hypocentra většiny z nich se soustředila na malé ploše přímo pod severním úbočím. Viditelné erupce ustaly 16. května, což snížilo do té doby velký zájem veřejnosti a následně i počet pozorovatelů. Rostoucí tlak obyvatel přinutil úřady, aby 17. května umožnily majitelům nemovitostí, nacházejících se v červené zóně, zachránit alespoň část svého majetku. Další taková akce, prováděna přibližně padesáti nákladními vozidly, byla naplánovaná na neděli 18. května v 10:00, jelikož více než 300 lesních dělníků, kteří by normálně v zóně pracovali, tam zrovna nemělo být. Těsně před finální erupcí dosahovalo vydutí kryptodómu už 150 m. Magma zahřívalo systém podzemních vod, což způsobovalo mnoho freatických výbuchů.

### Sesuv a hlavní erupce 18. května

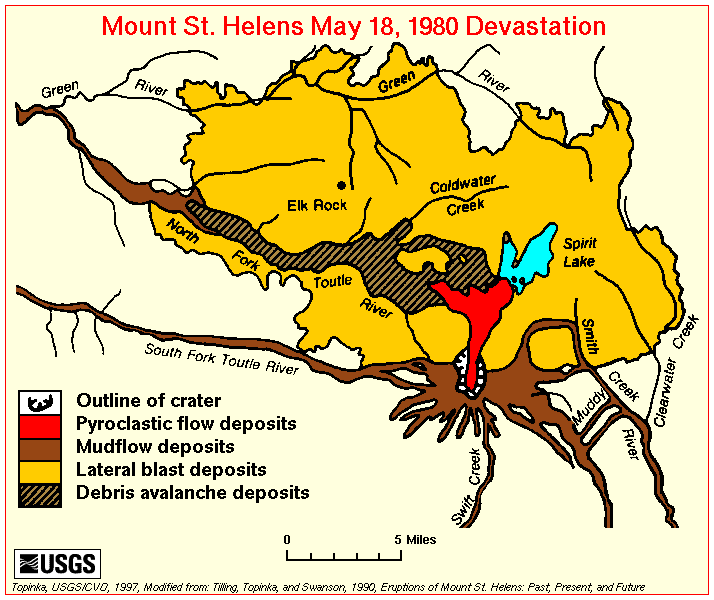
Mapa zničeného severního úpatí. Oblast zasažená hlavním pyroklastickým proudem (oranžově), depozity sesuvu vyplněné údolí severní zdrojnice řeky Toutle (šrafování), trasy laharů (hnědě) a depozita pozdějších pyroklastických proudů, tvořící Pemzovou pláň (červeně)

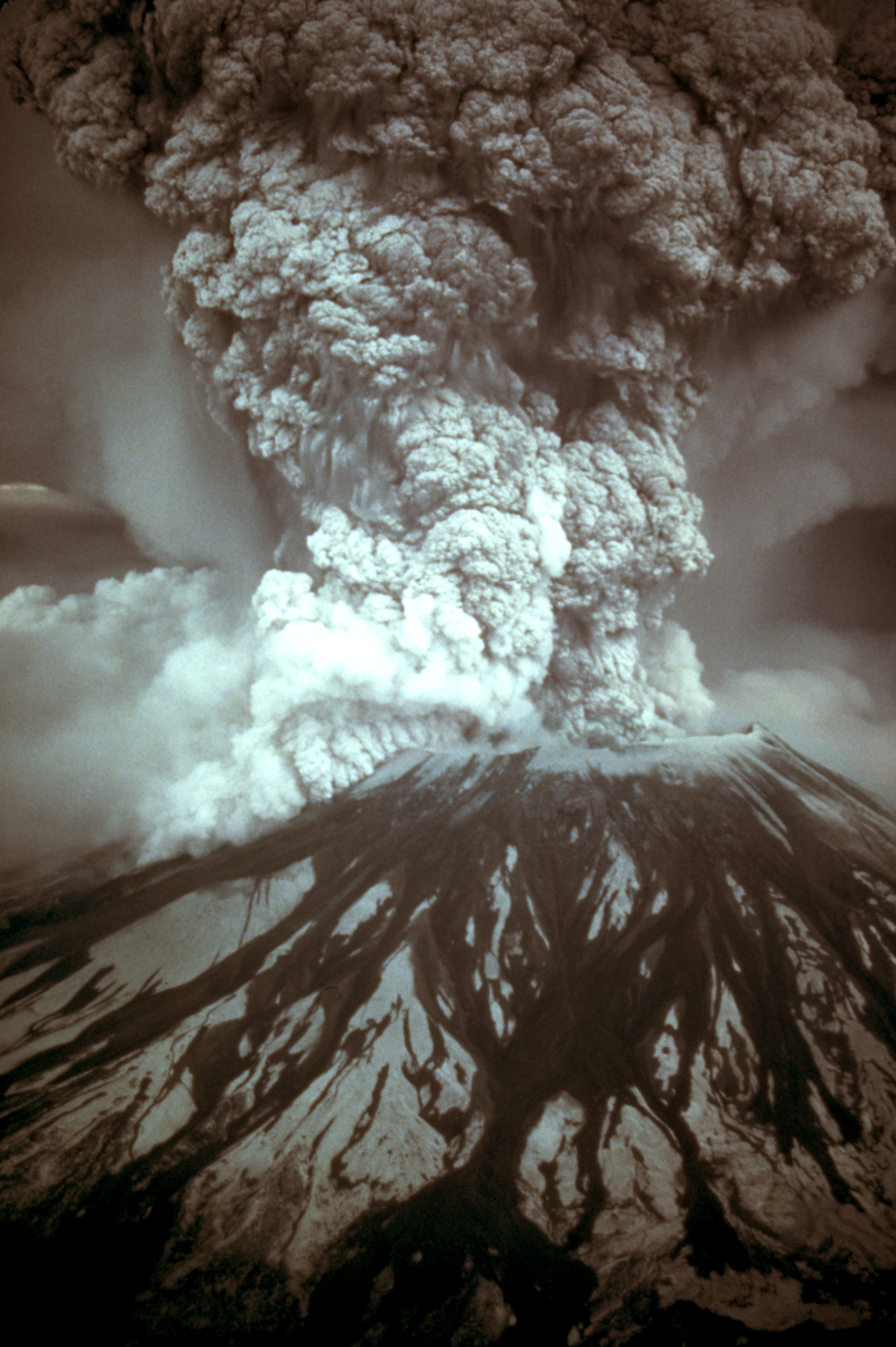
Erupční sloupec během pliniovské fáze 18. května 1980

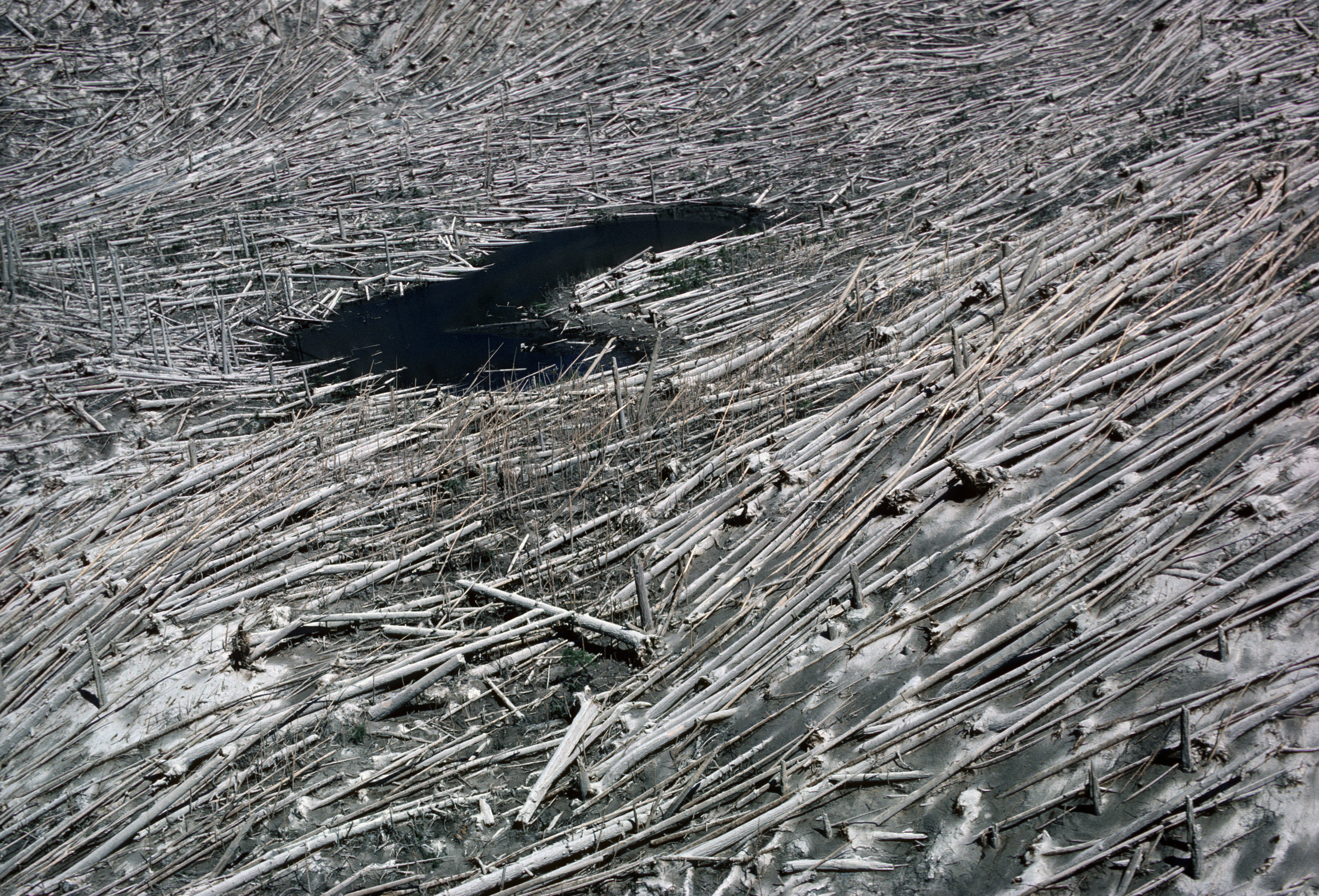
Pyroklastickým proudem zpřelámané a spálené kmeny stromů 15 km SV od sopky.

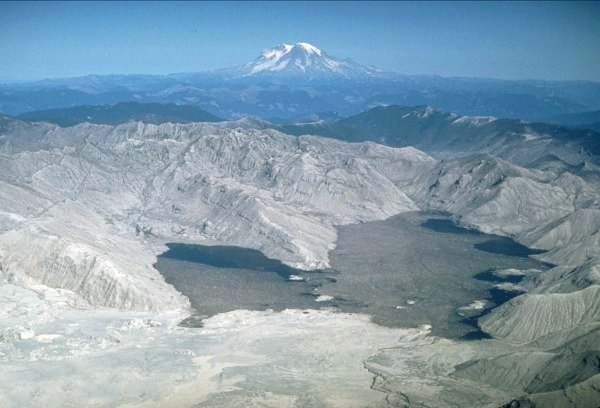
Pohled z vrcholu St. Helens na Pemzovou pláň, jezero Spirit a zničenou krajinu severního úpatí. V pozadí Mount Rainier. Fotografie byla pořízena v říjnu 1980.

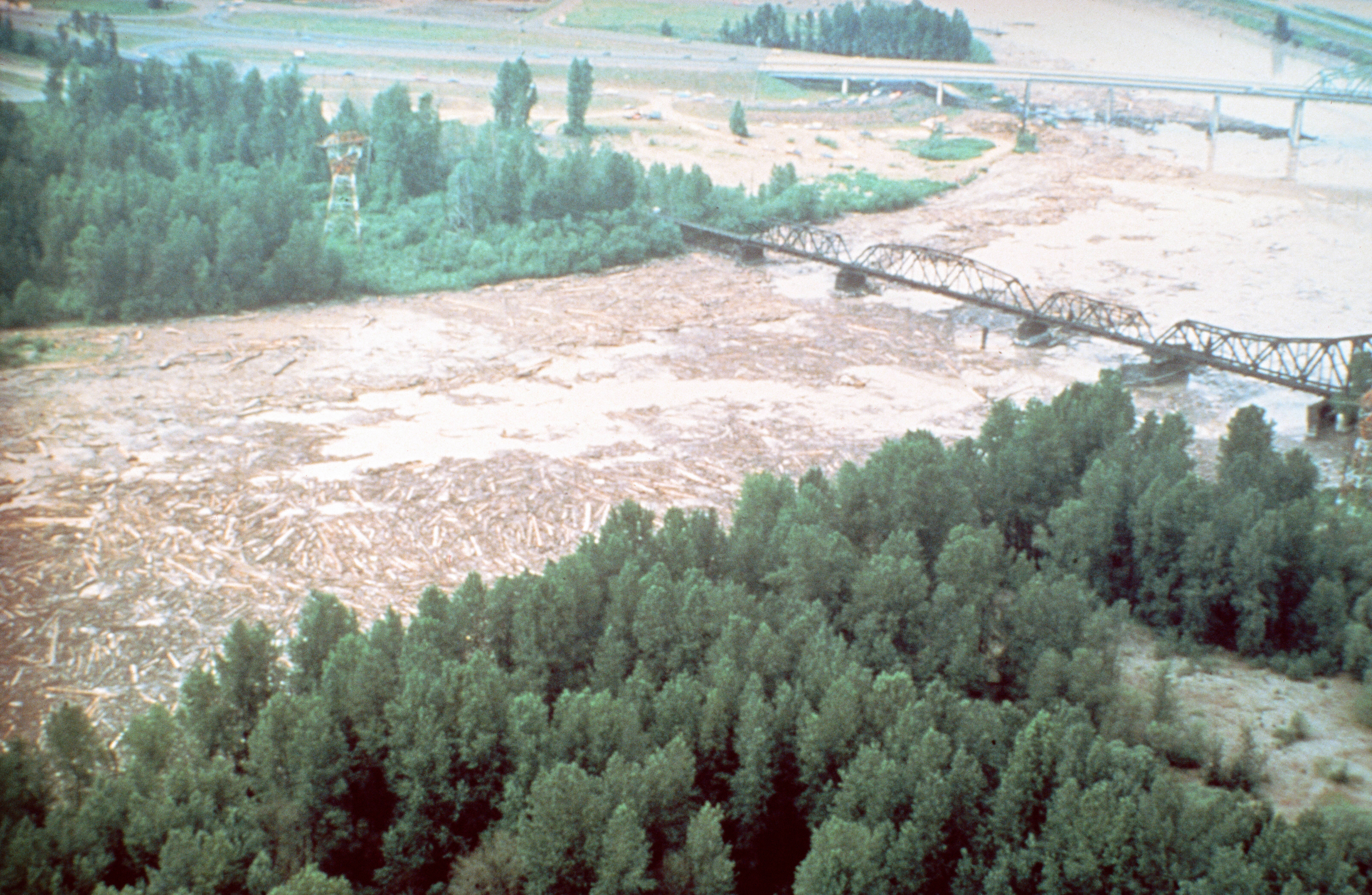
Lahar na řece Toutle, poblíž jejího ústí do řeky Cowlitz.

Vulkanolog USGS David Johnston vykonával v noci ze 17. na 18. května hlídku na provizorním pozorovacím stanovišti Coldwater II, ležícím na vrcholu horského hřebenu jen 8 km severně od sopky. Ještě v 07:00 ráno posílá rádiem zprávu do střediska ve Vancouveru, že aktivita hory nevykazuje žádnou změnu oproti předchozím dnům.
V 08:32 místního času dochází přímo pod severním svahem Mount St. Helens k zemětřesení o síle 5,1 Mw. Zhruba po 7 až 20 sekundách kolabuje celé severní úbočí sopky v podobě gigantického sesuvu. Jde o největší sesuv v zaznamenané historii. Dosáhl rychlosti 177 až 249 km/h a když se dostal k protějšímu 350 m vysokému hřebenu Coldwater, částečně ho překonal. Avšak většina masy jím byla odkloněna západním směrem do údolí severní zdrojnice řeky Toutle. Dno jejího údolí bylo v délce 27 km pohřbeno pod 46 m (místy až 180 m) mocnou vrstvou sutě. Sesuv o objemu 2,9 km³ nakonec pokryl oblast o ploše 62 km². Když masa hornin dorazila k jezeru Spirit Lake, rozkládající se 8 km severně od sopky, vytvořilo se na něm megatsunami vysoké 180–260 m. Vlna při nárazu na protější severní břehy vystoupala po horských svazích a smetla tamější vrostlý les. Vracející se voda poté stáhla kmeny stromů zpět do jezera. Ty dodnes plavou na jeho hladině a zabírají zhruba 40 % jeho rozlohy.
Sesuv úbočí sopky zapříčinil výrazné snížení litostatického tlaku, který do té doby působil na nahromaděné a plynem nasycené dacitové magma, uložené pod severním svahem. Několik sekund po zkolabování hory prorazilo při své expanzi na povrch v podobě silné laterální (bočně směřované) erupce. Vznikl masivní a žhavý pyroklastický proud o teplotě 360 °C, který se vějířovitě rozpínal a šířil severním úpatím. Zpočátku se pohyboval rychlostí 350 km/h, ale brzy zrychlil až na 1080 km/h, přičemž nakrátko mohl překonat dokonce i rychlost zvuku. Vulkanolog David Johnston ještě stačil radiem poslat zprávu: „Vancouvere! Vancouvere! Už je to tady!“. Po několika desítkách vteřin se žhavé mračno přižene ke stanovišti Coldwater II a Johnston umírá. Pyroklastický proud během několika minut zničil území o rozloze 600 km² a přibližně 30 kilometrů od sopky se jeho postup zastavil. Do vzdálenosti 13 km bylo zničeno úplně vše. Žhavé mračno zde nebylo nikterak vychýleno terénními nerovnostmi. Přelomení a spálení všech stromů nastalo 13–30 km od kráteru. Zde se morfologie terénu na směřování proudu již projevila, což ilustruje orientace popadaných kmenů. Po obvodě této oblasti sice zůstaly stát, ovšem horké plyny je zbavily listí a větví. 18. května se vyskytlo ještě nejméně 17 menších pyroklastických proudů o teplotě 700 °C, jejichž celkový objem činil asi 0,21 km³. Jejich depozita, tvořící dnes tzv. Pemzovou pláň, rozkládající se bezprostředně pod bývalým severním svahem, měla ještě dva týdny po erupci teplotu 300–420 °C. Druhotné výbuchy páry, generované tímto teplem, vytvořily mnoho kráterů rozesetých jak na pláni, tak na jižním břehu jezera Spirit a v horní části povodí severní zdrojnice řeky Toutle. Tyto výbuchy probíhaly i měsíce po katastrofě, poslední zřejmě nastal 16. května 1981.

Sekvence fotografií Verna Hodgsona, nacházející se 27 km SV od hory
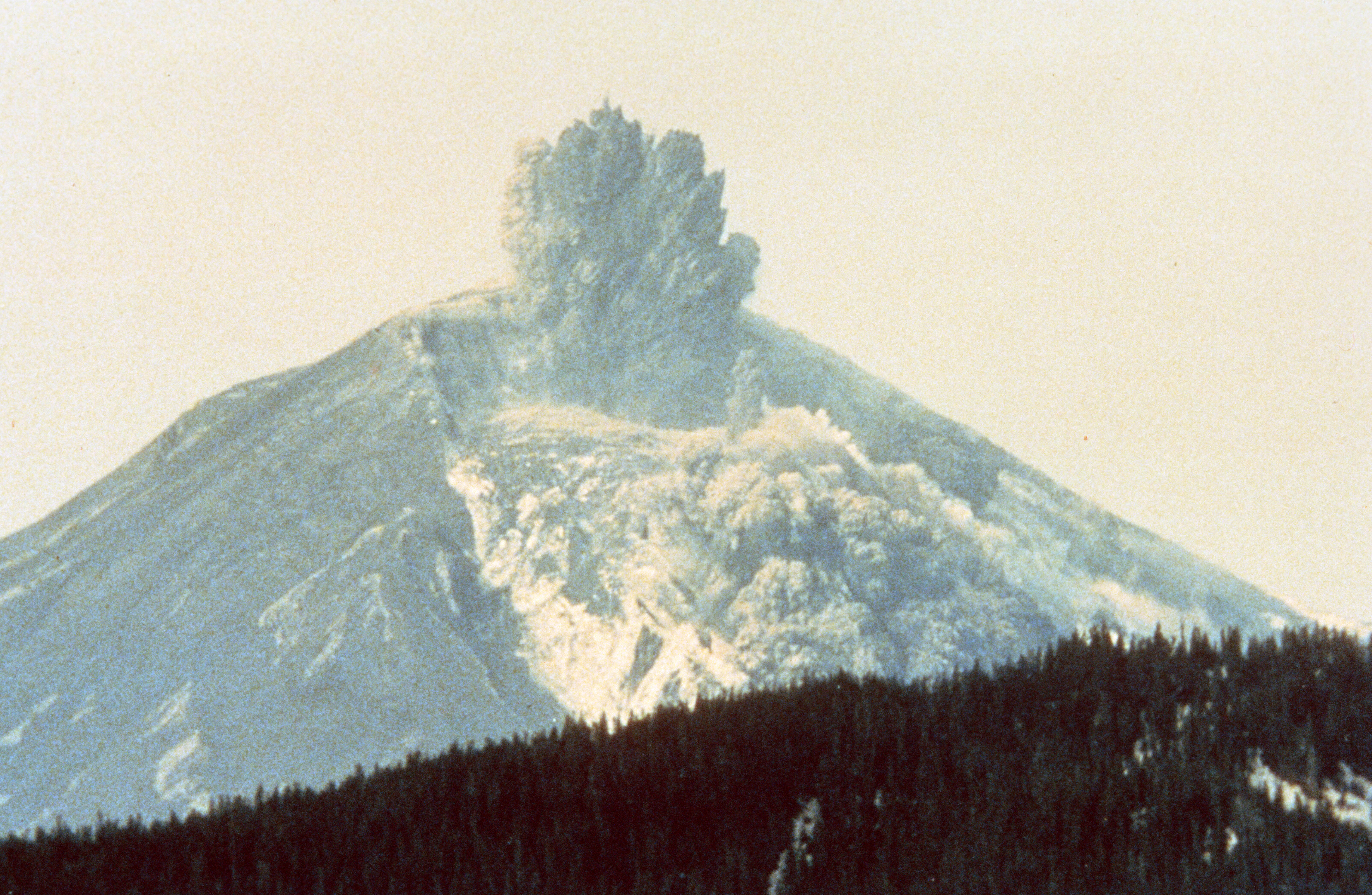
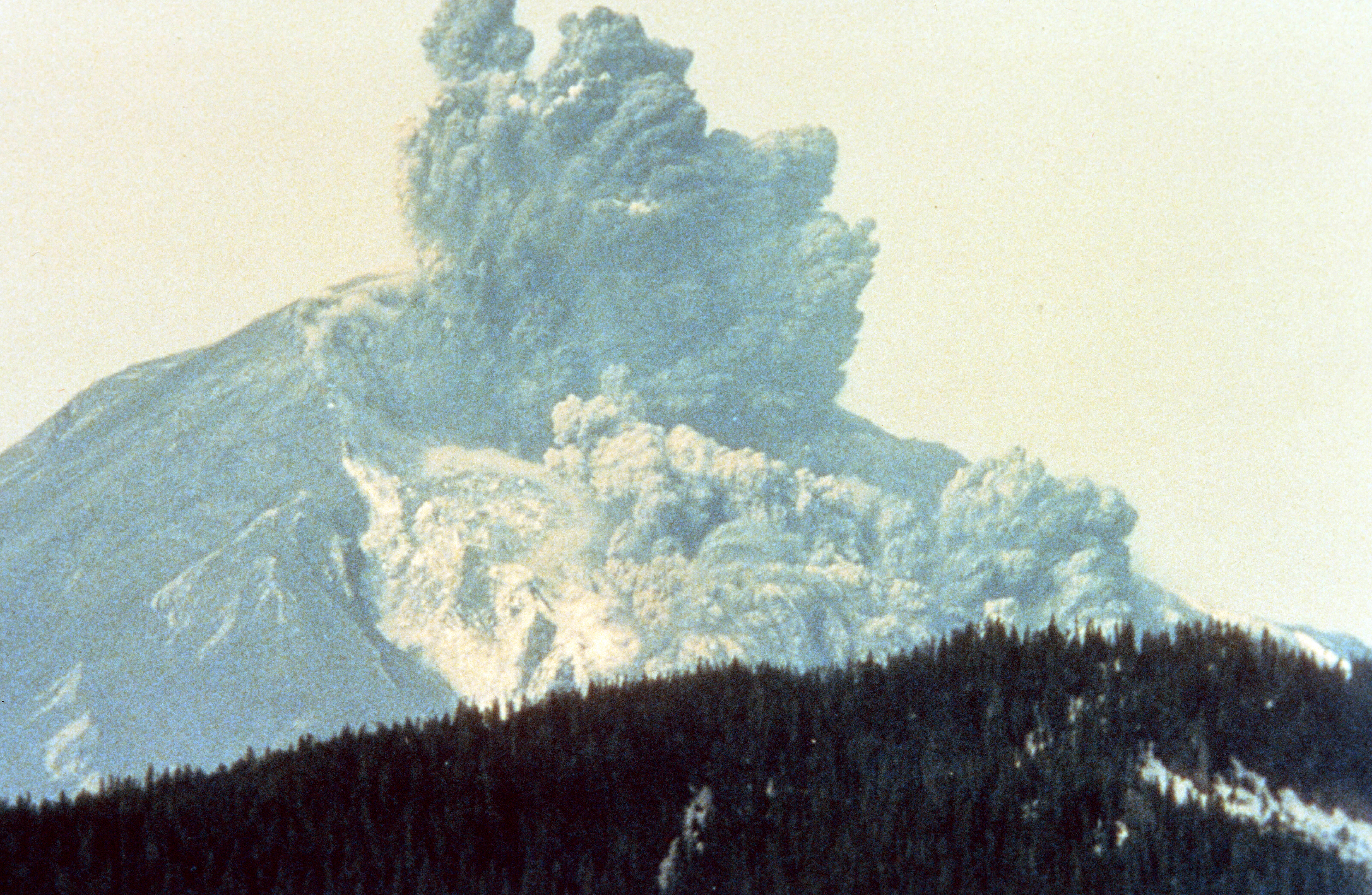
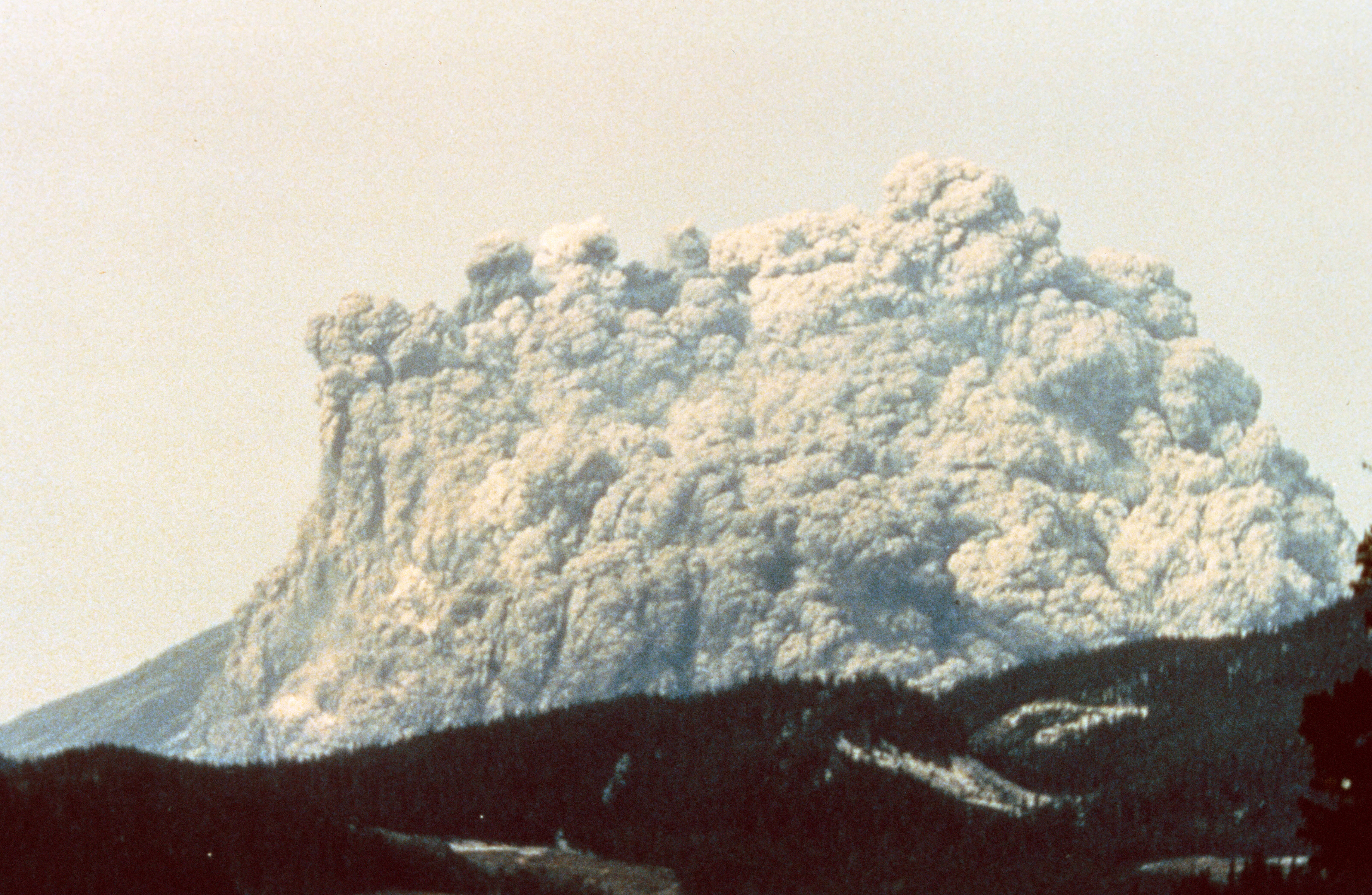
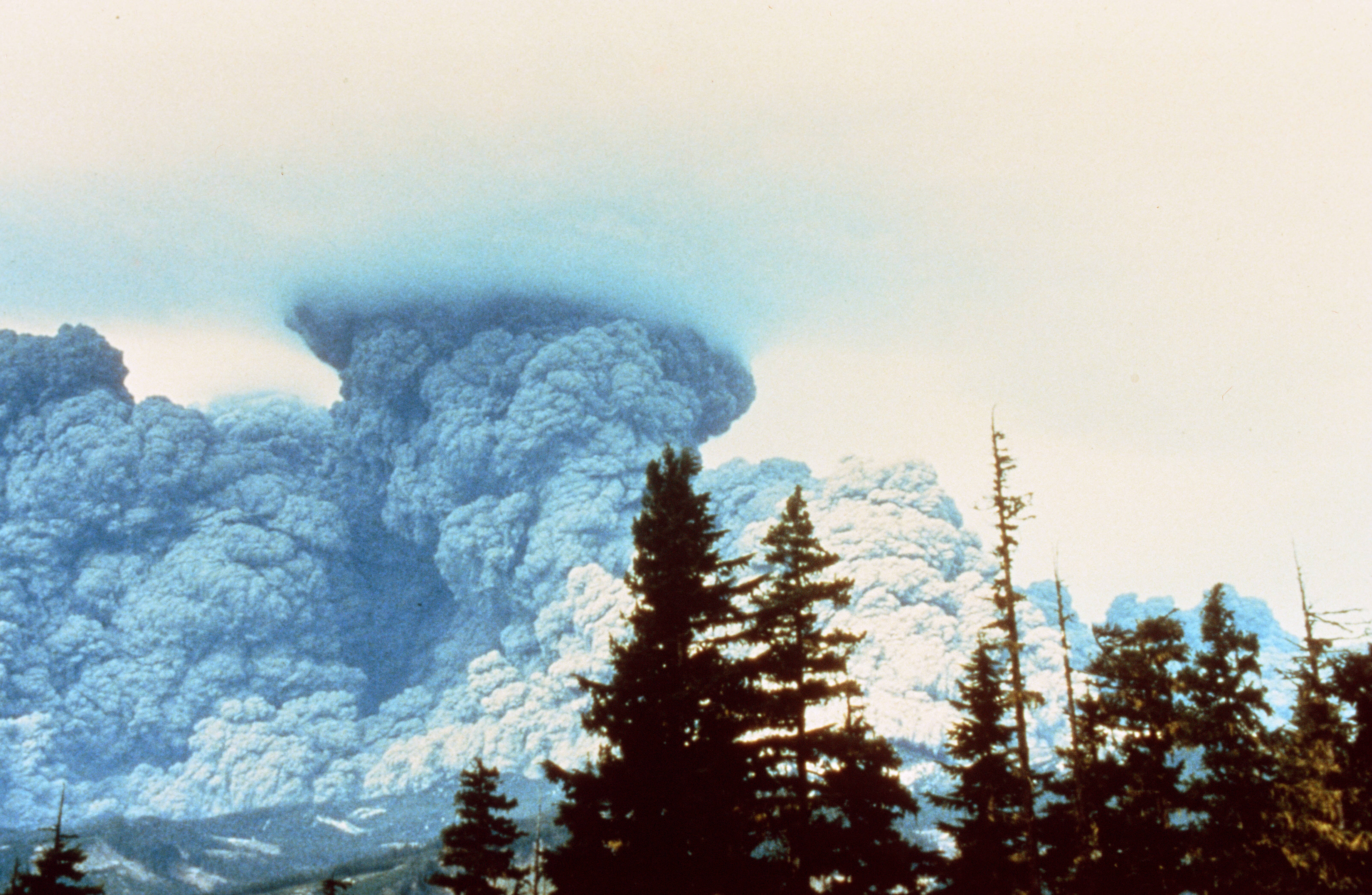

Fotografie Garyho Rosenquista, nacházející se 17 km SV od sopky. Sekvence byla pořízená v rozmezí 40 sekund a zachycuje začátek masivního sesuvu a pyroklastického proudu
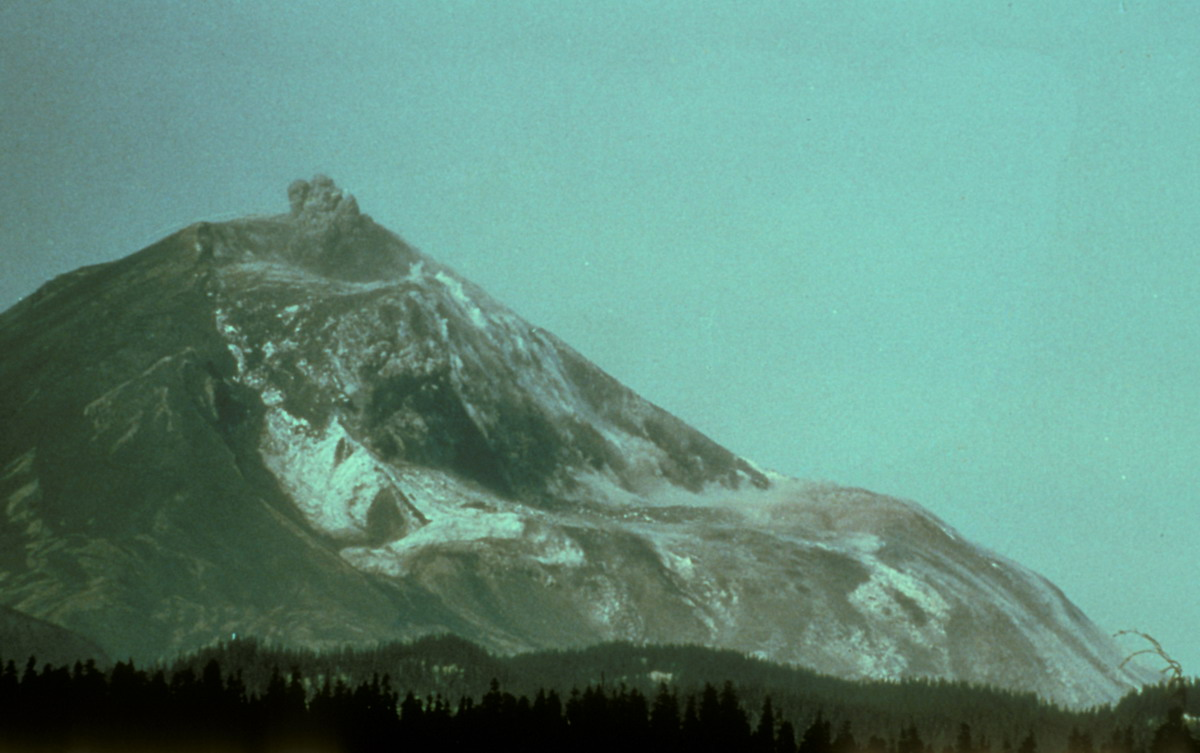
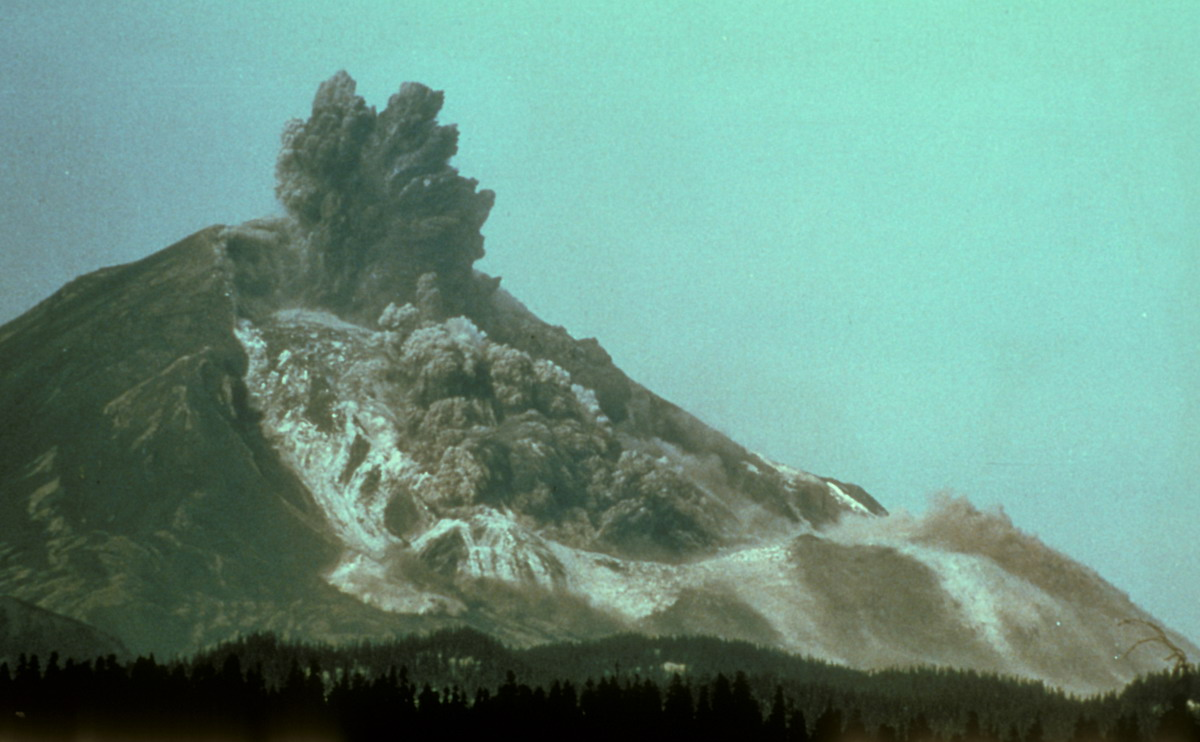
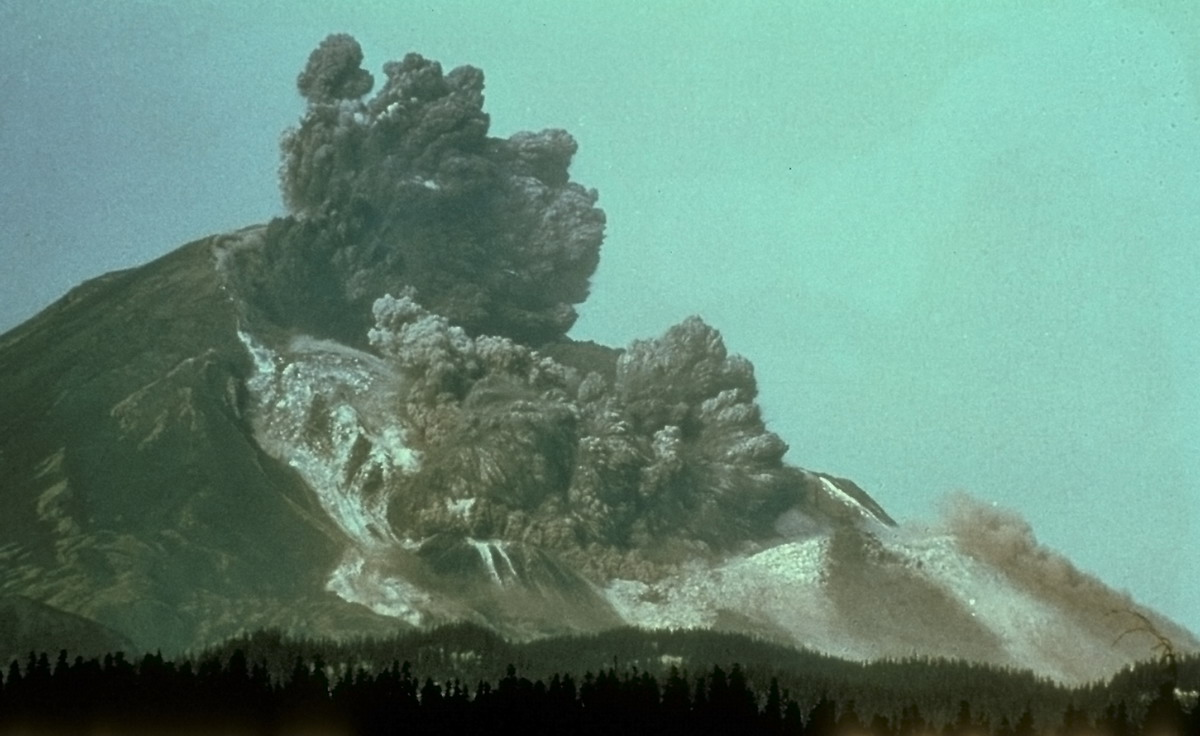
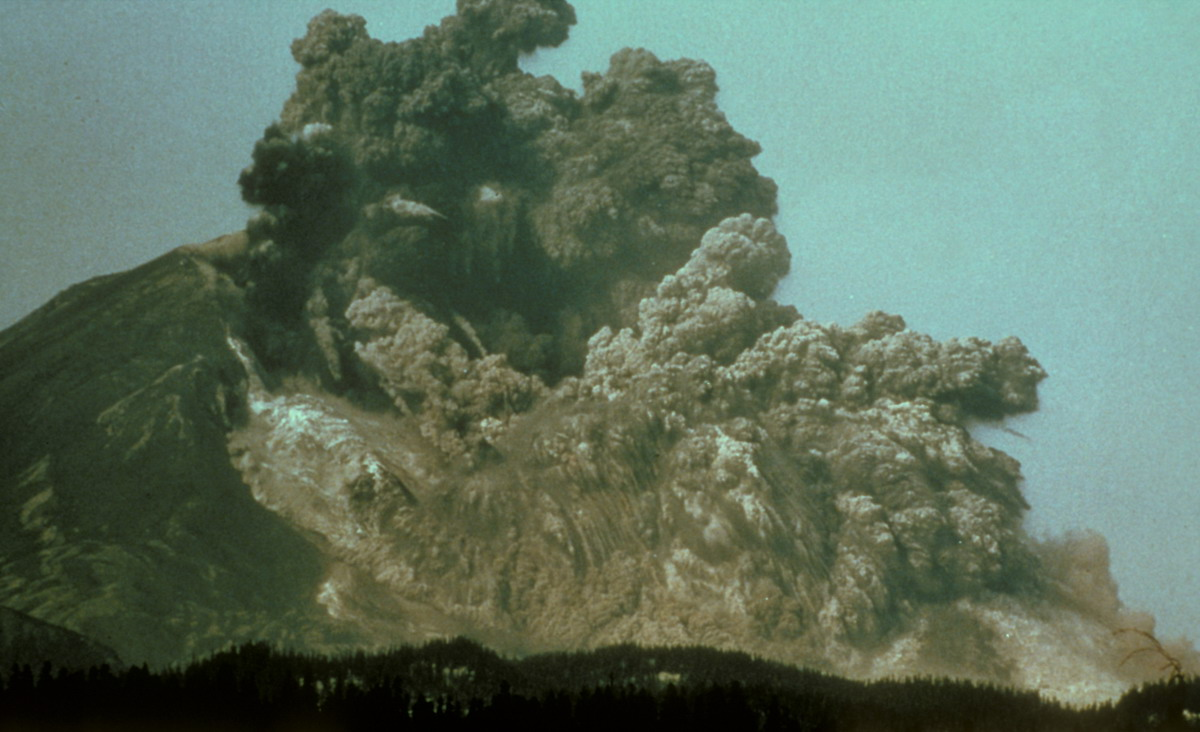
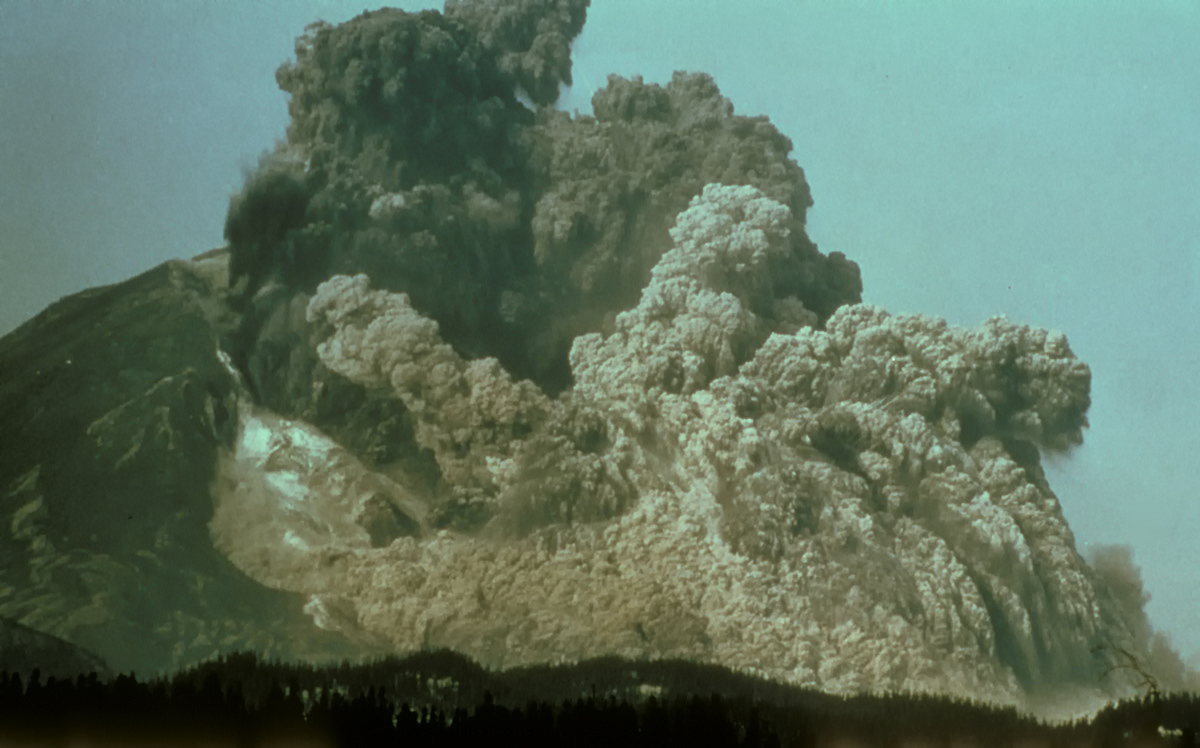
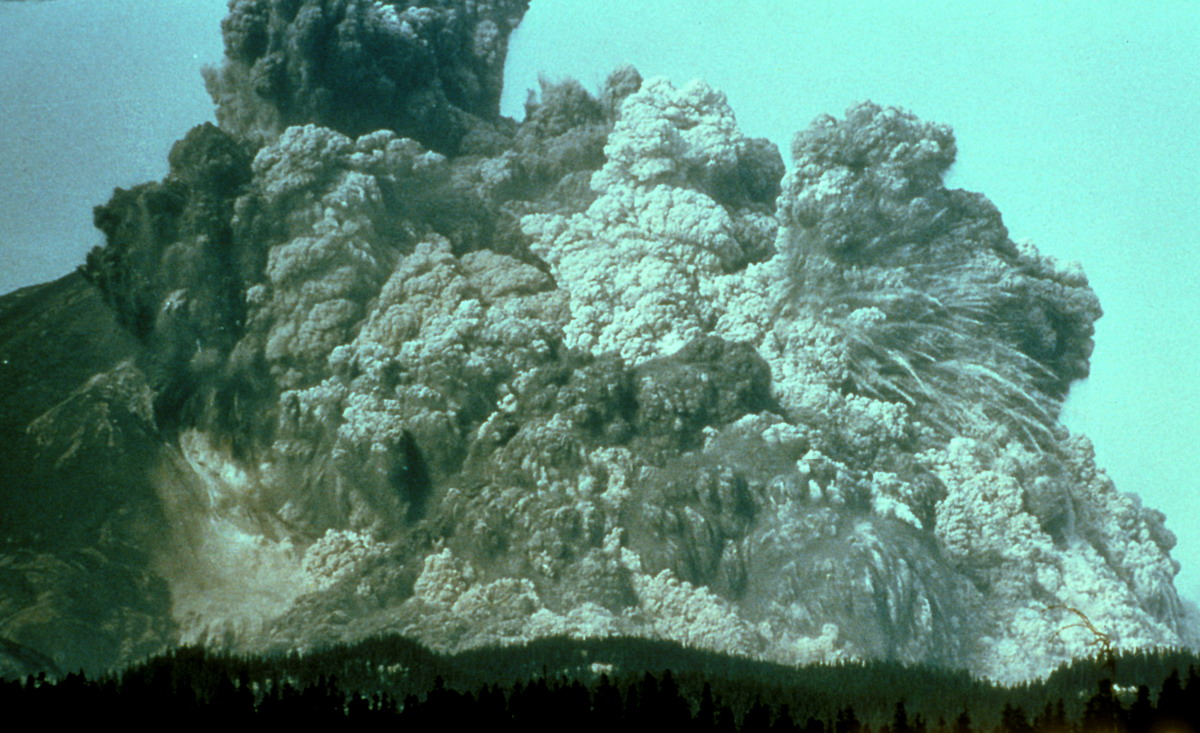

Méně než 10 minut po sesuvu a laterální erupci došlo k 10 hodin trvající pliniovské erupci, která už byla směrována klasicky vertikálně. Její vrcholná aktivita nastala mezi 15. a 17. hodinou odpolední a za celý den se do atmosféry dostalo 520 milionů tun popela a pemzy. Erupční sloupec dosáhl výšky více než 20 km. Kvůli statické elektřině, vzniklé třením vířících částic sopečného popela, ho doprovázely vulkanické blesky, které zažehly mnoho lesních požárů. Následně erupční sloupec zkolaboval a po svazích sopky postupovaly nové pyroklastické proudy. Silné vzdušné proudění vysoko v atmosféře unášelo sopečný popel směrem na východ-severovýchod rychlostí 100 km/h. V 9:45 zasáhl sopečný spad město Yakima, vzdálené 140 km, kde napadlo celkem 10–13 cm. Oblasti pod postupujícím sopečným mrakem se uprostřed dne ponořily do tmy a  viditelnost klesla na 3 m. V 11:45 se popel dostal do 400 km vzdáleného Spokane, kde se naakumulovala vrstva silná 13 mm (Video). Hlášen byl také z Yellowstonského národního parku, Denveru, Minnesoty a Oklahomy. Celou planetu obletěl během 2 týdnů. Na konci odpoledne 18. května se erupce zeslabila, ačkoliv pokračovala po celou noc a též v následujících dnech.
Uvolněný žár rozpustil 70 % sněhu a ledovců na vrcholu, kde bylo dohromady uloženo celkem 180 mil. m³ vody. Vznikly tak mohutné lahary – sopečné bahnotoky s konzistencí betonu, skládající se z vody, popela, kusů hornin a toho, co po své cestě proudy strhly. První se objevily v 08:50 a největší postihl řeku Toutle. V místě soutoku její severní a jižní zdrojnice dosáhl hloubky 7,2 m. V 13:00 se dostal do řeky Cowlitz, kam se Toutle vlévá. Nakonec svůj postup ukončil v řece Columbii, do níž bylo transportováno celkem 3 miliony m³ sopečného sedimentu, což na jejím úseku dlouhém 6 km snížilo hloubku o 8 m. Vlivem toho se dočasně uzavřela lodní trasa do portlandského přístavu, využívaného i zaoceánskými plavidly. Lahary se nevyhnuly ani řece Lewis. Když vodní nádrž Swift, horní z trojice přehrad, pojala 14 milionů m³ bahenní vody, její hladina do poledne stoupla o 79 cm.

### Oběti

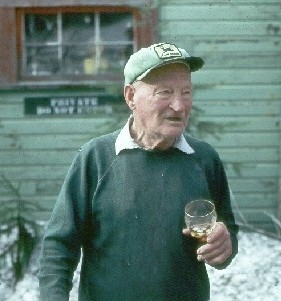
Harry R. Truman v dubnu 1980

Při erupci celkem zemřelo 57 lidí, z nichž 54 zahynuli mimo vyznačenou červenou zónu. Počet mrtvých však mohl být mnohem větší, protože v pondělí 19. května měly v postižené oblasti pracovat stovky dřevorubců. Mezi významné oběti patřili:
- David Johnston – byl třicetiletý americký vulkanolog USGS. Večer 17. května vystřídal na polním pozorovacím stanovišti Coldwater II svého kolegu Harryho Glickena. Původně ho měl nahradit geolog Don Swanson, ten však kvůli své pracovní vytíženosti nemohl směnu vykonat. Stanoviště se rozkládalo hluboko v červené zóně na vrcholu hřebene Coldwater, asi 8 km severně od sopky. Během nočního monitoringu nevykazovala žádnou aktivitu. Stejná situace panovala i druhého dne v 07:00, kdy David posílá do Vancouveru pravidelné hlášení rádiem. Při začátku erupce v 08:32 stačil mladý vulkanolog ještě radiem poslat zprávu: „Vancouvere! Vancouvere! Už je to tady!“. Později k místu přiletěla záchranářská helikoptéra, jenže po stanovišti, ba dokonce okolním lesu tu nezbylo zhola nic. K uctění památky vulkanologa byl hřeben přejmenován podle něj a později byla na jeho vrcholu postavena observatoř a památník.

- Harry R. Truman – byl v oblasti známý usedlík, který více než 50 let bydlel ve své chatě na jihozápadním břehu jezera Spirit. Šlo o velmi temperamentního, horkokrevného a tvrdohlavého muže, který se v minulosti mezi místními proslavil svým přímočarým jednáním, pašováním alkoholu v prohibiční době a různými činnostmi na hraně zákona. Když se sopka v roce 1980 začala probouzet, 83letý Truman neoblomně odmítal evakuaci a zlehčoval její hrozbu, což mu vysloužilo mediální pozornost a stal se jakýmsi lidovým hrdinou. Den před erupcí se ho úředníci naposledy pokusili přesvědčit o opuštění svého domova. Když sopka druhý den vybuchla, sesuv a následný (o něco rychlejší) žhavý pyroklastický proud dorazily k jezeru téměř současně. Harry pravděpodobně zemřel za méně než sekundu na následky tepelného šoku. Jeho pozemek byl ihned pohřben pod 46metrovou vrstvou sutě. Na jeho počest nese přilehlý hřeben u jezera, včetně zdejší turistické stezky, jeho jméno.
- prof. Antonín Svoboda – patřil mezi uznávané české informatiky. Vynalezl první československé samočinné počítače. V roce 1964 emigroval do USA, kde do roku 1977 působil jako univerzitní profesor v Los Angeles. Později se odstěhoval do Washingtonu na předměstí města Portland. Zemřel ve věku 72 let na infarkt jen pár minut po erupci, kterou ze svého bydliště přímo pozoroval.
- Reid Blackburn – působil jako fotograf pro noviny Washington Columbian, magazín National Geographic a pro USGS. 17. května měl jeho pobyt u hory skončit, ale rozhodl se ještě na pár dní zůstat. V době erupce se nacházel v okolí potoka Coldwater asi 13 km od sopky. Jeho tělo bylo objeveno uvnitř jeho auta 4 dny po katastrofě. Film v jeho fotoaparátu byl nenávratně poškozen a nebylo možné jej vyvolat.
- Robert Landsburg – byl další fotograf, který St. Helens dokumentoval. Ráno 18. května pobýval jen 6 kilometrů západně od hory. Ve spěchu se mu podařilo vyfotit rozpínající se pyroklastický proud. Než ho pohltil, stačil film vyndat, uložit do pouzdra a to schovat do svého batohu, na který si lehnul, aby ho chránil vlastním tělem. Záchranáři ho objevili až 17 dní po výbuchu, přičemž vyvolané snímky poskytly vědcům cennou dokumentaci sopečného výbuchu.

Dochovaná sekvence fotografií Roberta Landsburga
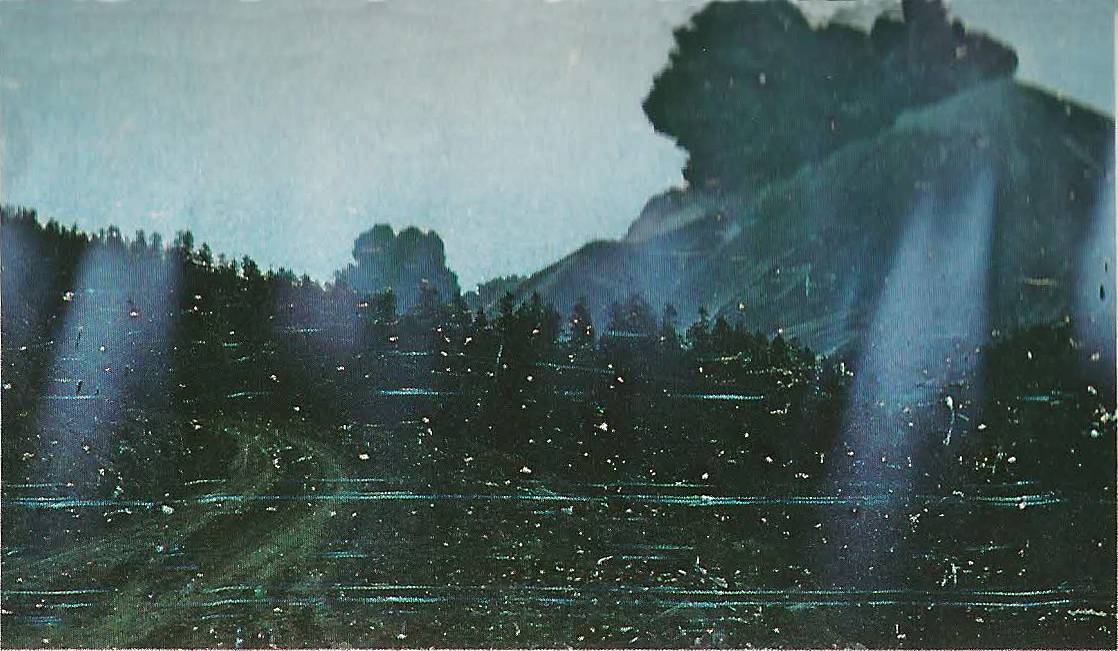
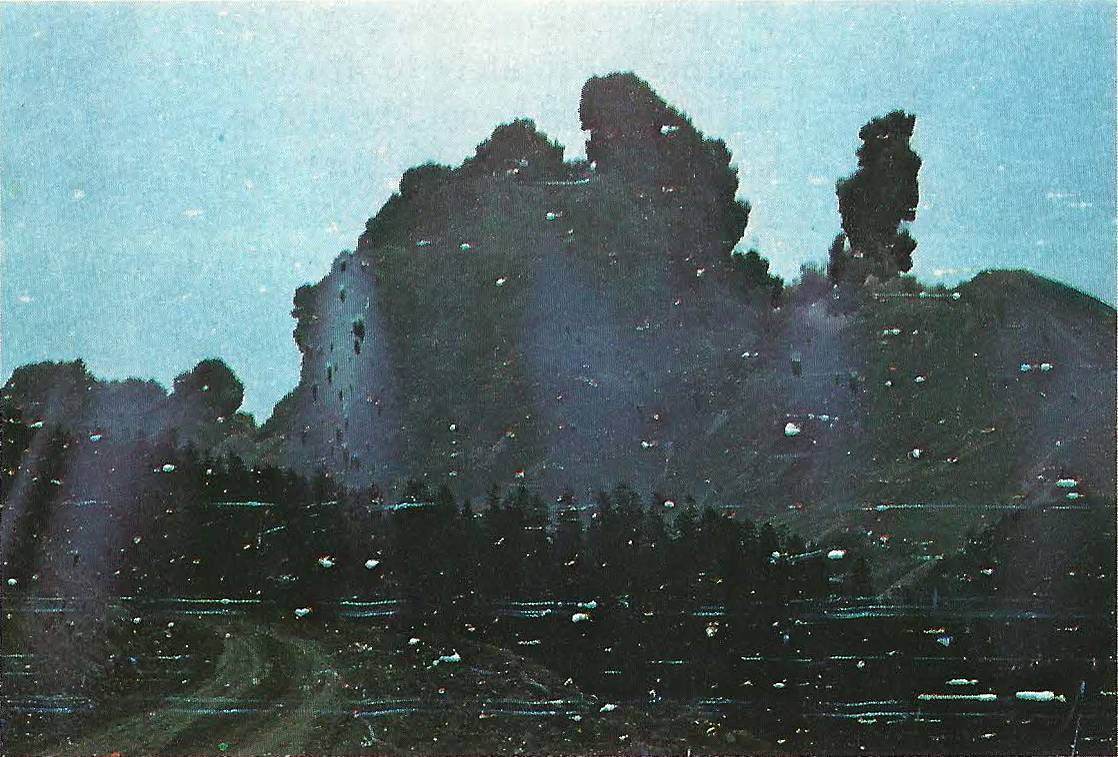
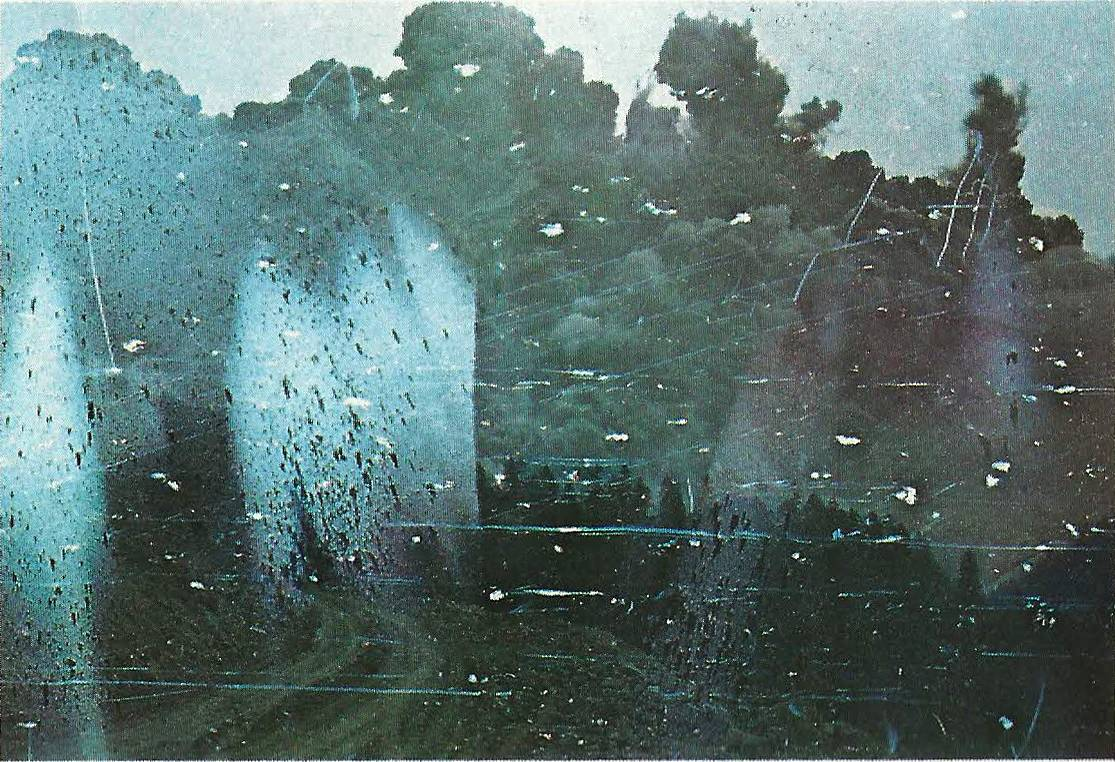
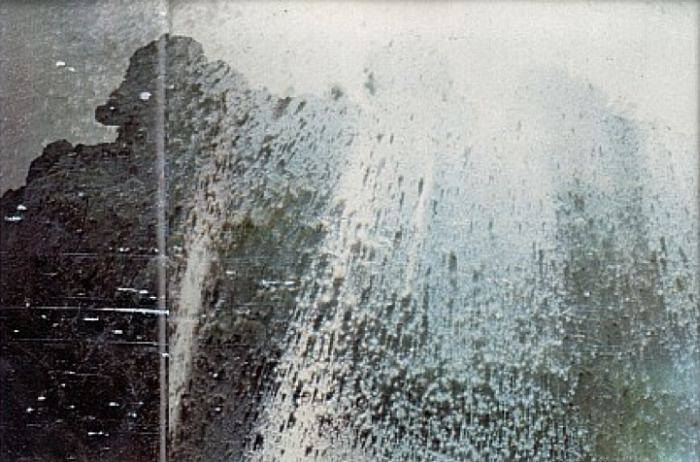

### Následky

Mapa Spojených států amerických, ukazující výšku napadaného popela: červeně (5–13 cm), oranžově (1–5 cm) a žlutě (méně než 0,5 cm)

Mount St. Helens jeden den před erupcí a čtyři měsíce poté. Foceno zhruba ze stejného místa

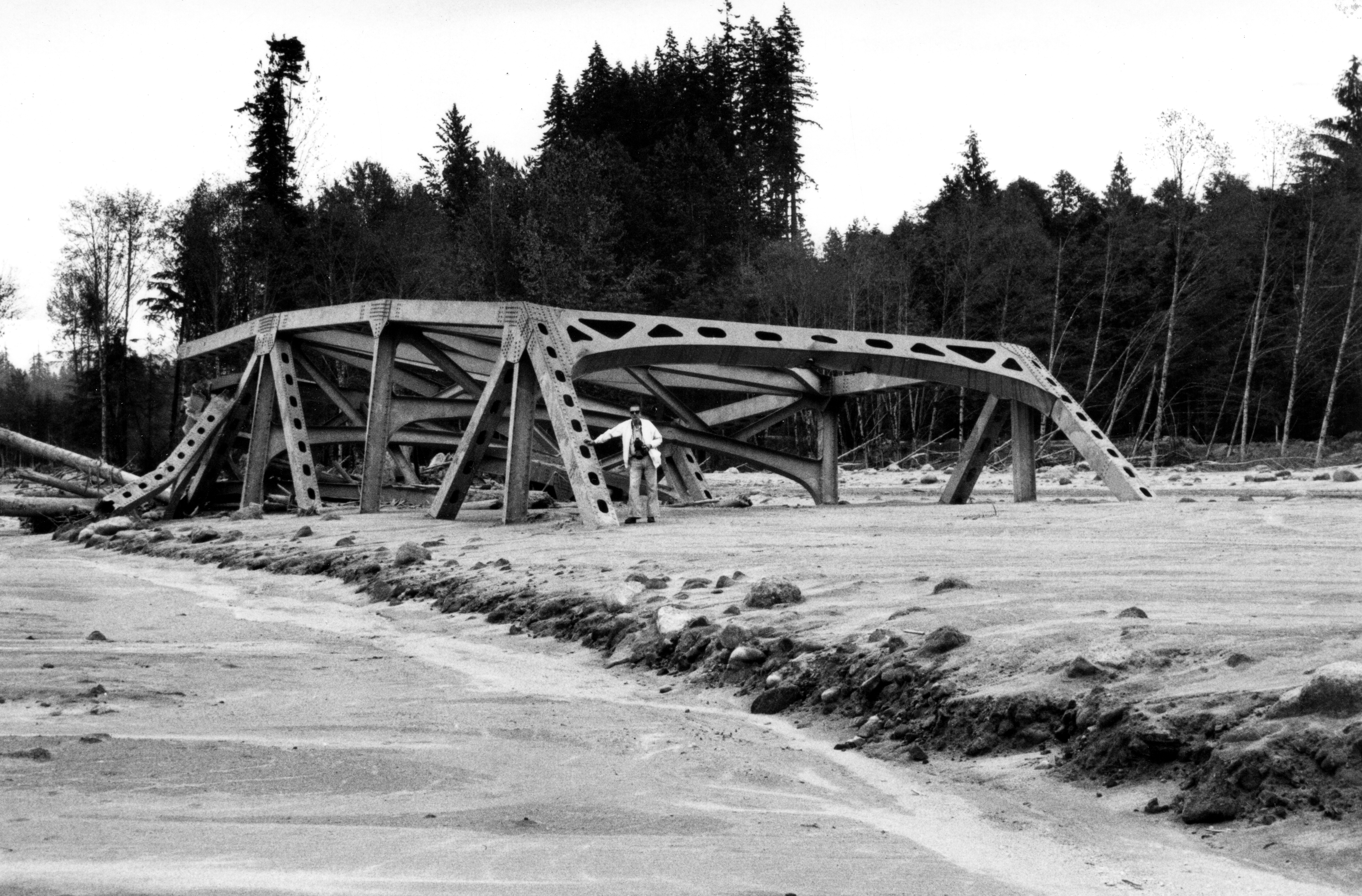
Ocelová konstrukce mostu státní silnice Route 504 přes severní zdrojnici řeky Toutle, kterou lahar vytrhnul ze základu a vláčel ještě půl kilometru po proudu

Událost z 18. května 1980 je nejtragičtější a ekonomicky nejničivější sopečnou erupcí v historii USA. Bylo zničeno 200 budov, 47 mostů, 24 km železnic a 298 km silnic. Erupce vyvrhla více než 1 km³ popela, pemzy a lávy, což na indexu vulkanické aktivity odpovídá stupni VEI 5. Uvolnilo se 24 megatun tepelné energie, což se rovná 1600 atomovým pumám, svržených na Hirošimu. Masivní sesuv severního svahu sopky, který laterální výbuch bezprostředně předcházel, měl objem 2,9 km³. Sopečný kužel přišel o 13 % ze svého objemu a výška hory se tak snížila o 400 m (z 2950 m na 2549 m). Vznikl v ní atriový kráter, otevřený ve své severní části. Jeho půdorysné rozměry činí 1,6 × 3,2 km. Hloubka dosahuje 640 m.
Pyroklastický proud zničil na severním úpatí lesní oblast s výměrou 600 km² (pro představu: rozloha Prahy zaujímá jen 496 km²). Poškozeno nebo zničeno bylo 9,4 milionů kubíků dřeva, z čehož se nejméně 25 % podařilo vytěžit. Uhynulo až 5 tisíc jelenů, 1,5 tisíce losů a přes 12 milionů lososů. Kromě lesnictví utrpělo škody taktéž zemědělství. Sopečným spadem nejvíce utrpěly plodiny jako je pšenice, jablka, brambory a vojtěška. Naproti tomu v následujících letech zaznamenala místní sklizeň pšenice a jablek mnohem vyšší výnosy, patrně díky úrodnosti popela a jeho schopnosti lépe zadržovat vlhkost.
Sopečný popel způsobil dočasné problémy i v dopravě. Spad výrazně snížil viditelnost (někde jen na 3 m), což si vyžádalo uzavření okolních dálnic a silnic. Mezistátní dálnice Interstate 90 ze Seattlu do Spokane byla uzavřena na 1,5 týdne. Letecká doprava, zejména ve východní části Washingtonu, byla na několik dní až dva týdny přerušena. Zrušeno bylo více než tisíc komerčních letů. Sopečný popel zkratoval transformátory, což zapříčinilo výpadky v dodávce elektřiny, a taktéž působil problémy spalovacím motorům, když kontaminoval olejové systémy či ucpal vzduchové filtry. Negativní vliv popela pocítily i zařízení na likvidaci odpadních vod nebo úpravy pitné vody. Obyvatelé z postižených regionů museli nosit respirátory, aby si chránili dýchací ústrojí před sopečným popelem, jehož vdechování je zdravotně škodlivé a při vyšších koncentracích i životu nebezpečné. Pro některé komunity ve východního Washingtonu bylo odstranění a likvidace popela velkou výzvou. Odhaduje se, že z dálnic a letištních ploch bylo odstraněno přes 900 tisíc tun sopečného materiálu a např. ve městě Yakima trval úklid až 10 týdnů. Jako deponie posloužily staré lomy či stávající skládky. K ochraně před větrem posloužilo překrytí ornicí a zatravnění.
Škody napáchané erupcí St. Helens dosáhly 1,1 miliardy dolarů, což po započítání inflace by v roce 2018 činilo 3,4 miliardy dolarů (73,9 miliard Kč). Z toho 100 milionů dolarů připadlo na sopečným spadem zapříčiněné škody v zemědělství. Nezaměstnanost v nejbližším okolí sopky stoupla desetinásobně. Výrazně, leč dočasně utrpěl také turismus (hlavně v Národním lesu Gifforda Pinchota), který je ve Washingtonu významným zdrojem financí. Došlo na zrušení řady akcí, společenských setkání, a to i v sousedním státě Oregon.

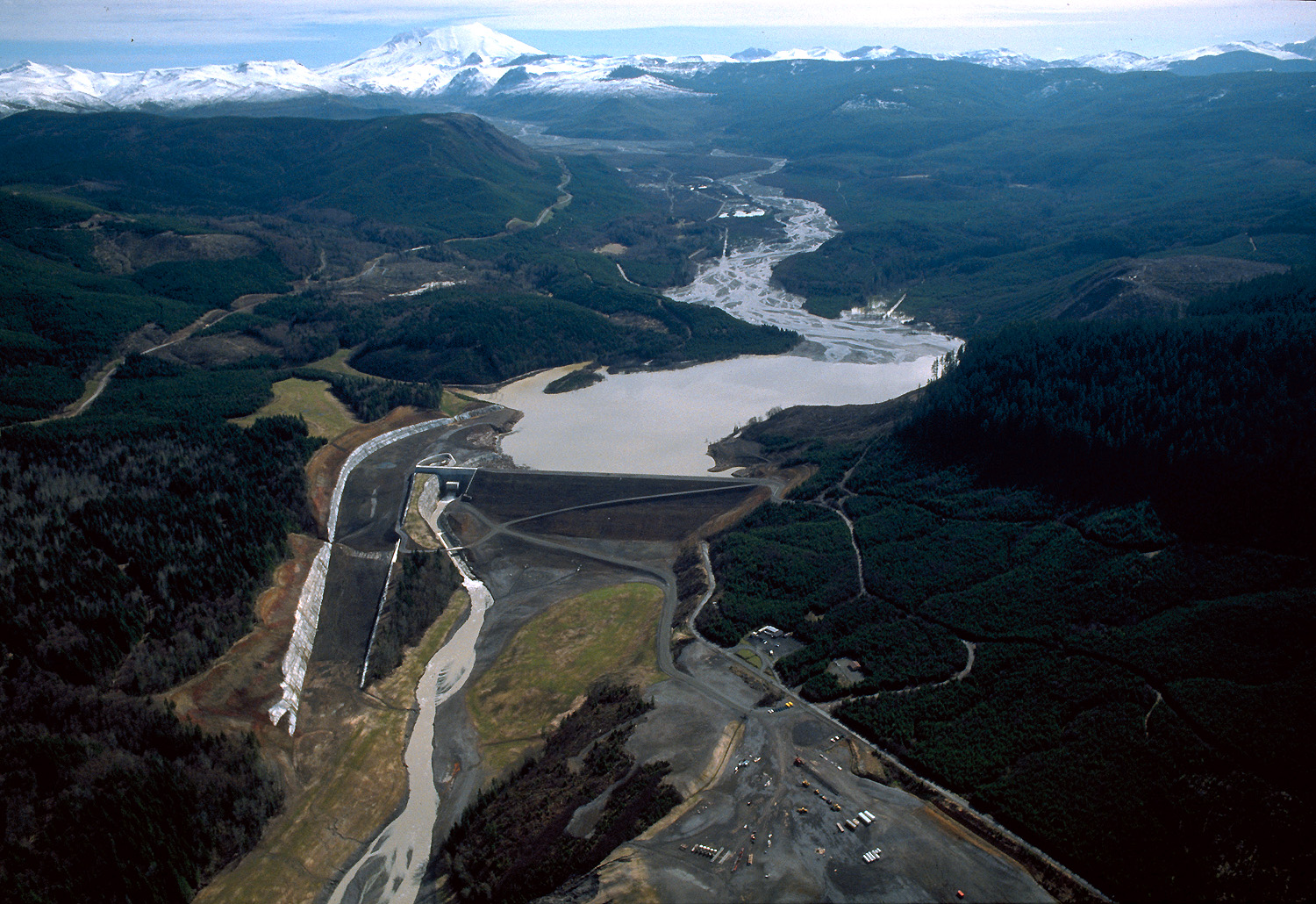
Sedimentační hráz na severní zdrojnici řeky Toutle

Několik let po erupci se úřady musely začít zabývat jezerem Spirit. Masivní sesuv totiž pohřbil jeho přirozený odtok, hladina tudíž nekontrolovatelně stoupala a možné protržení mohlo způsobit ničivé záplavy na řece Toutle. V roce 1985 tak byl na západním břehu, Harryho hřebenem, vyhlouben 2,58 km dlouhý odvodňovací tunel, který vodu z jezera gravitačně odvádí do potoka South Coldwater Creek (přítok severní zdrojnice Toutle). Hladina Spiritu se tak stabilně udržuje na kótě 1038 m n. m.
Negativní důsledky erupce se v některých ohledech projevují dodnes. I po 40 letech stále unáší severní zdrojnice řeky Toutle velké množství sedimentů tím, jak v blízkosti St. Helens eroduje sopečný materiál a suť ze sesuvu. Ty pak dále po proudu zanášejí koryto, snižují plavební hloubku a zmenšují průtočný profil řeky, což zhoršuje průběh povodní. Aby byl dolní tok ochráněn, nechali armádní inženýři na zdrojnici vybudovat sedimentační sypanou hráz. Situovaná je zhruba 33 km od sopky, dokončena byla v roce 1989, na výšku měří 56 m a na délku 575 m. Nádrž o objemu 197 mil. m³ se sedimentem zcela naplnila již v roce 2012 (původně se počítalo až s rokem 2035) a přestala tak plnit svůj účel. O rok později proto byla výška přehrady stavebně nadvýšena o 2,1 m.

## Pozdější aktivita

### 1980–1991

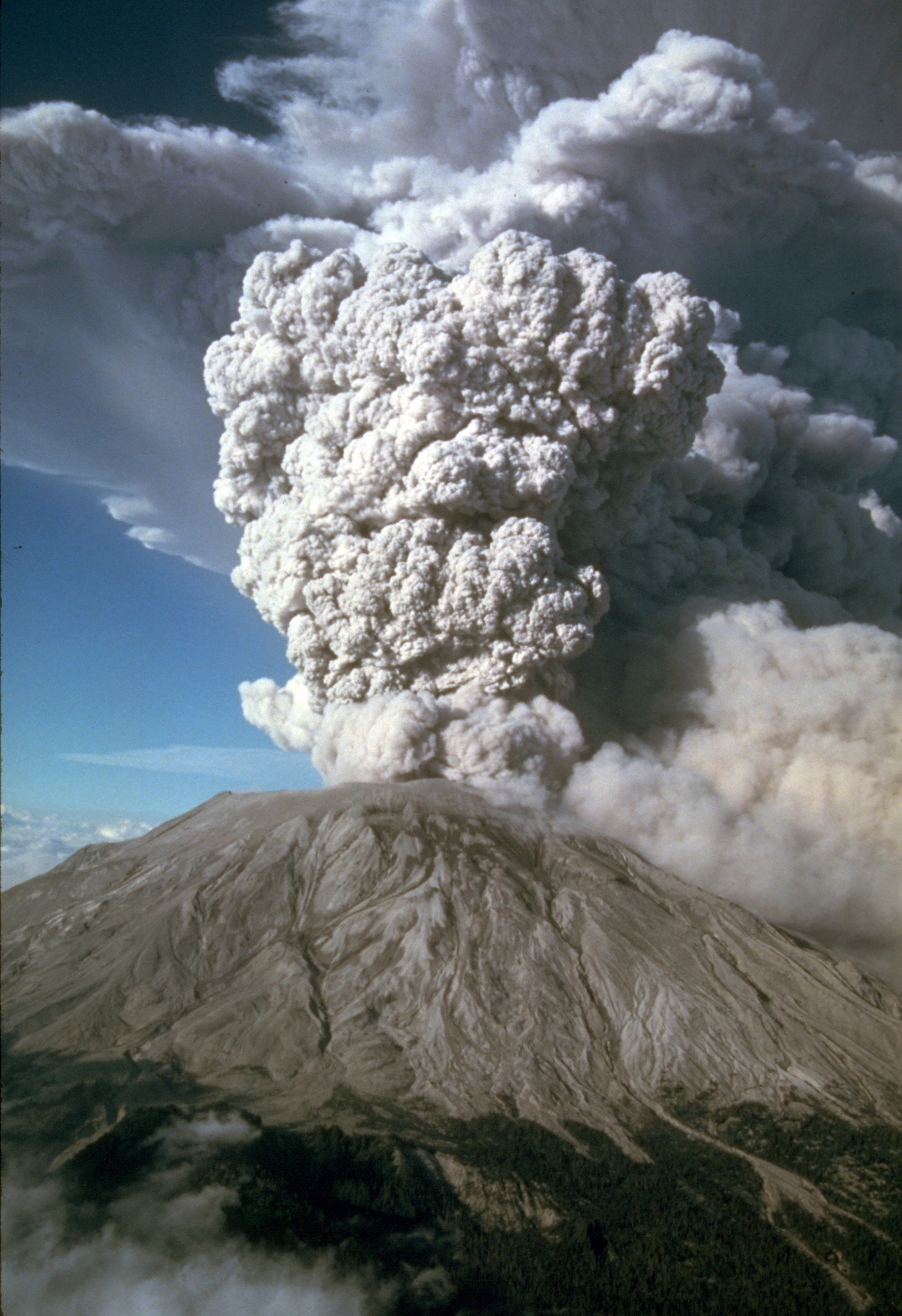
Vulkanické mračno 22. července 1980

Bezprostředně po hlavní erupci, mezi 19. a 24. květnem, byla aktivita sopky omezena na výrony páry z kráteru a sekundární exploze v depozitech pyroklastických proudů, které sopečný popel vynášely do výšky jen 2 km. První větší erupce nastala 25. května 1980 ve 02:30 a vytvořila sloupec popela vysoký 14 km, přičemž ji předcházelo zvýšení seismické aktivity. Jelikož k sopečnému výbuchu došlo ve chvíli, kdy se nad horou zrovna vyskytovala bouřka, byl popel silnými větry distribuován na západ a jih, čímž se dostal až do sousedního státu Oregon. Událost také doprovázely pyroklastické proudy, které byly kráterem ve tvaru podkovy směrovány severním směrem, kde z něho pronikaly ven a pohřbily sopečné uloženiny, pocházející od erupce z 18. května.
Slabší výbuch se odehrál v 19:05 dne 12. června, ovšem brzy ho (ve 21:09) následoval druhý, mnohem silnější. Vulkanický materiál vynesl do výšky 16 km a vzdušné proudy ho odnesly na jihozápad, kde poté pokryl Portland. Město tak bylo poprvé od začátku erupce zasaženo sopečným spadem. Ve stejný den se v něm konal každoroční Festival růží. Během týdne se na dně kráteru začal budovat dacitový lávový dóm, vysoký 60 m a široký 365 m. Poté nastalo měsíc dlouhé období klidu, ukončené 22. července sérií erupcí, ohlášené deformacemi vrcholu, zintenzivněním seismické aktivity a nárůstem emisí oxidu siřičitého, včetně oxidu uhličitého. K první došlo v 17:15, kdy sloupec popela atakoval výšku 16 km. V 18:25 proběhla druhá a sopečný materiál vynesla do stejné výšky za 7,5 minut. Poslední výbuch započal v sedm večer a skončil o dvě hodiny později. Během něj došlo k zániku prvního dómu. 7. srpna v 16:26 se popel při dalším výbuchu dostal do výšky 13 km. Doprovázely ho malé pyroklastické proudy, které se z kráteru opět dostávaly v místě jeho severního průlomu. Ten během několika dní zaplnil druhý dacitový dóm a St. Helens se na dva měsíce zklidnila. Vulkanismus se mezi 16. až 18. říjnem 1980 obnovil erupcemi explozivního charakteru, jejichž důsledkem bylo zničení lávového dómu. Sopečný popel vyvrhly do výšky 16 km a rovněž generovaly pyroklastické proudy. Ihned na to se v kráteru tvořil již třetí dóm. V průběhu pár dní narostl jeho průměr na 275 m a výška na 40 m. V roce 1987 to už bylo 900 × 240 m. Navzdory jeho růstu se mezi ním a stěnami kráteru formoval nový ledovec, později nazvaný jako Kráterový ledovec.
Další seismická činnost a erupce se odehrály ještě v letech 1989–1991 a při těch největších vystoupala sopečná mračna do výšky 7,5 km.

### 2004–2008

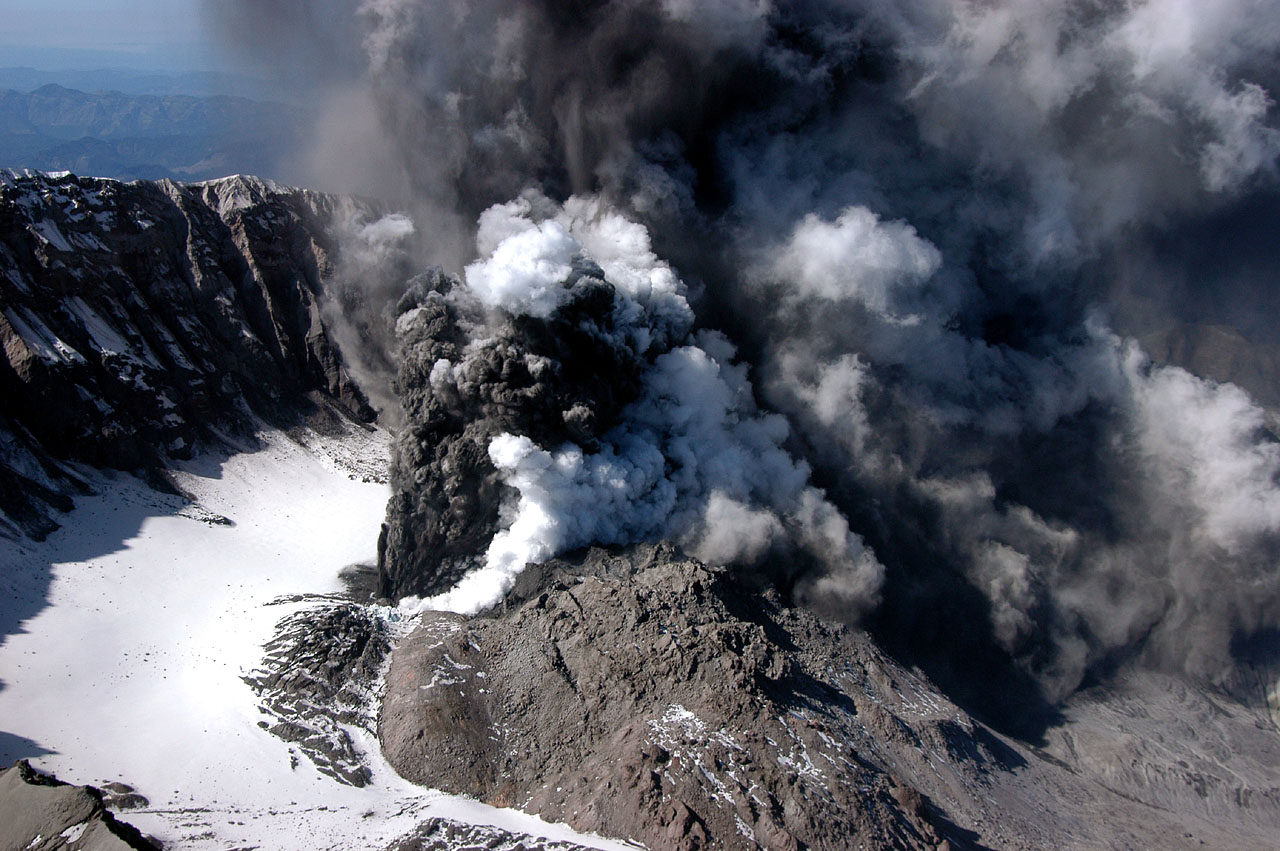
Vulkanická aktivita 1. října 2004

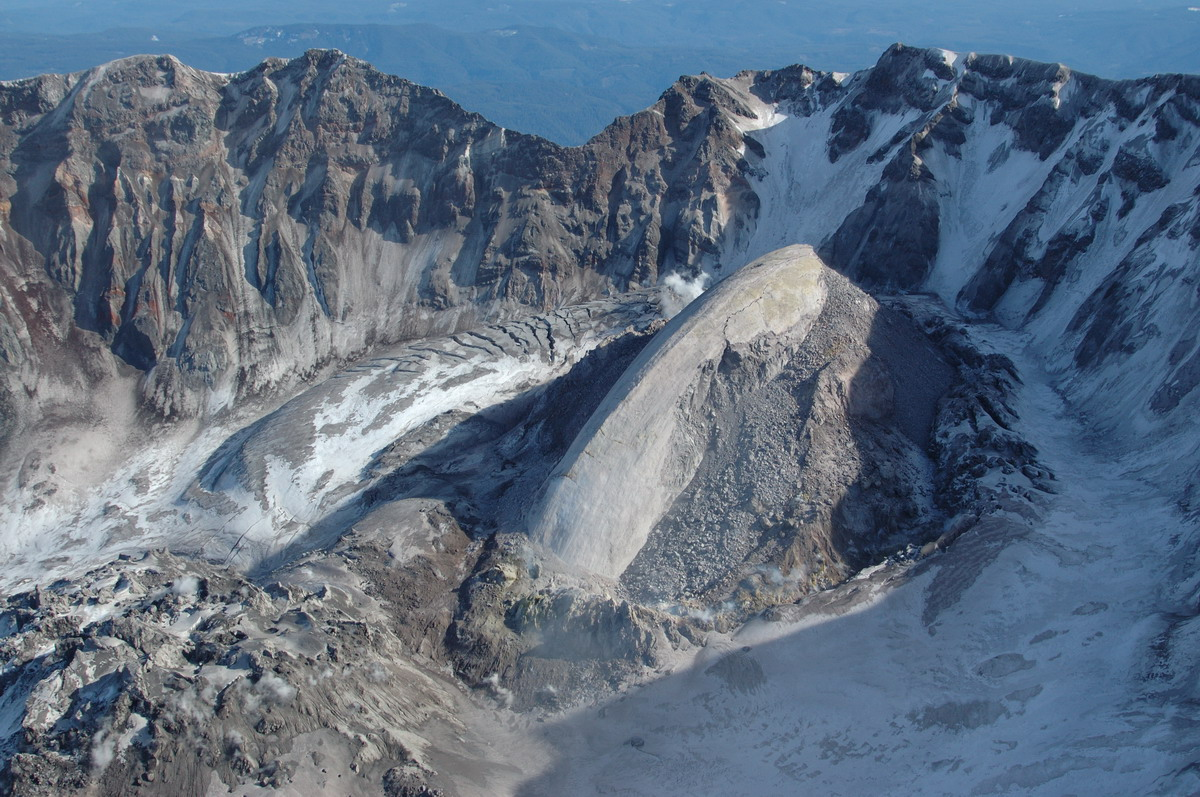
Vytlačujicí se lávová jehla 22. února 2005

23. září 2004 nastalo zvýšení seismické aktivity, kdy přímo pod starým lávovým dómem proběhlo zhruba 200 malých otřesů s magnitudem menším než 1,0. Po třech dnech Americká geologická služba (USGS) vydala varování, jež Lesní službu USA přimělo k uzavření hory pro turisty a horolezce. V posledních zářijových dnech se intenzita a frekvence zemětřesení zvýšila. 1. října 2004 došlo k první erupci, jejíž ohnisko leželo pod Kráterovým ledovcem, jihozápadně od dómu. Sopečný popel pokryl jihozápadní oblast až ve vzdálenosti 60 km, včetně Vancouveru či oregonské Wood Village. Po zaznamenání nízkofrekvenčních harmonických otřesů seismologové zvýšili úroveň pohotovosti, což vedlo k evakuaci a uzavření Observatoře na Johnstonově hřebenu. Po třech dnech se odehrála další erupce, přičemž zemětřesení stále pokračovala a některá z nich přesáhla magnitudo 3,0. Dne 11. října se jižně od starého lávového dómu začal tvořit nový. V únoru 2005 z něho byla rychlostí 2 m/den vytlačována ztuhlá láva v podobě tzv. lávové jehly a během tohoto procesu se na druhém konci postupně drolila na menší bloky. Tento útvar s půdorysnými rozměry 470 × 150 m se 2. července zhroutil. Celkový objem dómu činil 40 milionů m³, přičemž za jeho růstu přišel Kráterový ledovec jen o 5–10 % ze své hmoty. Vodní toky vytékající z kráteru, tím nebyly ovlivněny, neboť jeho dno bylo porézní a vodu absorbovalo. 8. března 2005 se odehrál nejsilnější sopečný výbuch celé čtyři toky trvající eruptivní epizody. Vulkanické mračno atakovalo výšku 11 km a vidět bylo až ze Seattlu. Popel se snášel až ve 100 km vzdálené Yakimě na východě. V následujících letech se aktivita sopky opět snížila, docházelo k mělkým zemětřesením nízké intenzity a občasným freatickým erupcím. USGS v létě 2008 snížila úroveň pohotovosti na nejnižší stupeň.

### Budoucí rizika
Budoucí erupce Mount St. Helens mohou mít vyšší sílu než erupce z roku 1980. Současná konfigurace lávových dómů v kráteru znamená, že pro dosažení povrchu skrz ně bude muset magma být pod větším tlakem. Podstatný spad popela by tak zasáhl oblast s rozlohou 100 tisíc km², což by mimo jiné znamenalo i vážná rizika pro letecký provoz. Mohutné lahary by se pravděpodobně prohnaly řekou Toutle a způsobily by rozsáhlé škody v obydlených oblastech podél mezistátní dálnice Interstate 5.

## Význam

### Ochrana přírody
Americký prezident Ronald Reagan a Kongres Spojených států amerických nechali v roce 1982 oblast kolem sopky vyhlásit za národní památku. Národní vulkanická památka Mount St. Helens o rozloze 450 km² je nadále součástí Národní les Gifforda Pinchota. Důvodem byl výzkum rekolonizace zvířat a rostlin, proto byla ponechána pouze přírodním procesům bez zásahu člověka. Výjimkou jsou vytyčené turistické stezky. Pro horolezce byla St. Helens otevřena Americkou lesní službou roku 1987. 

#### Ekologie

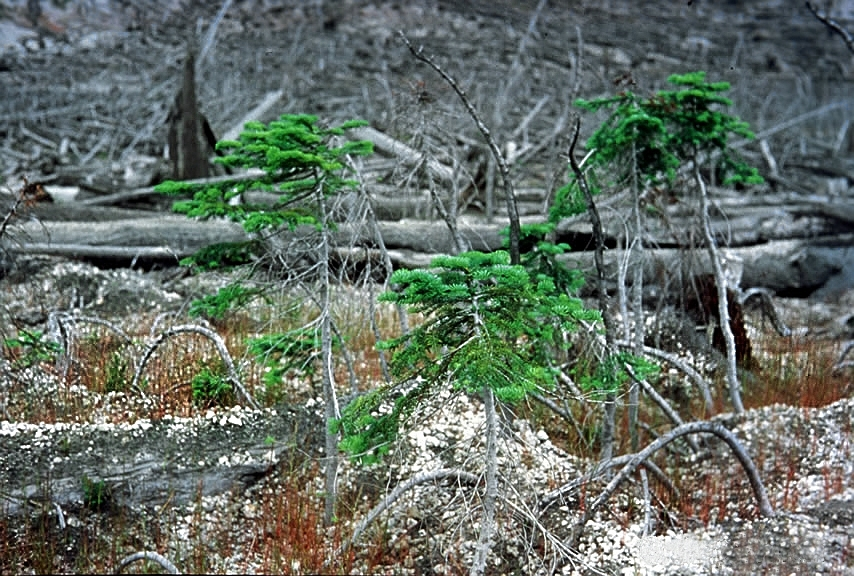
Mladé jedle, které ochránila dostatečně silná vrstva sněhu

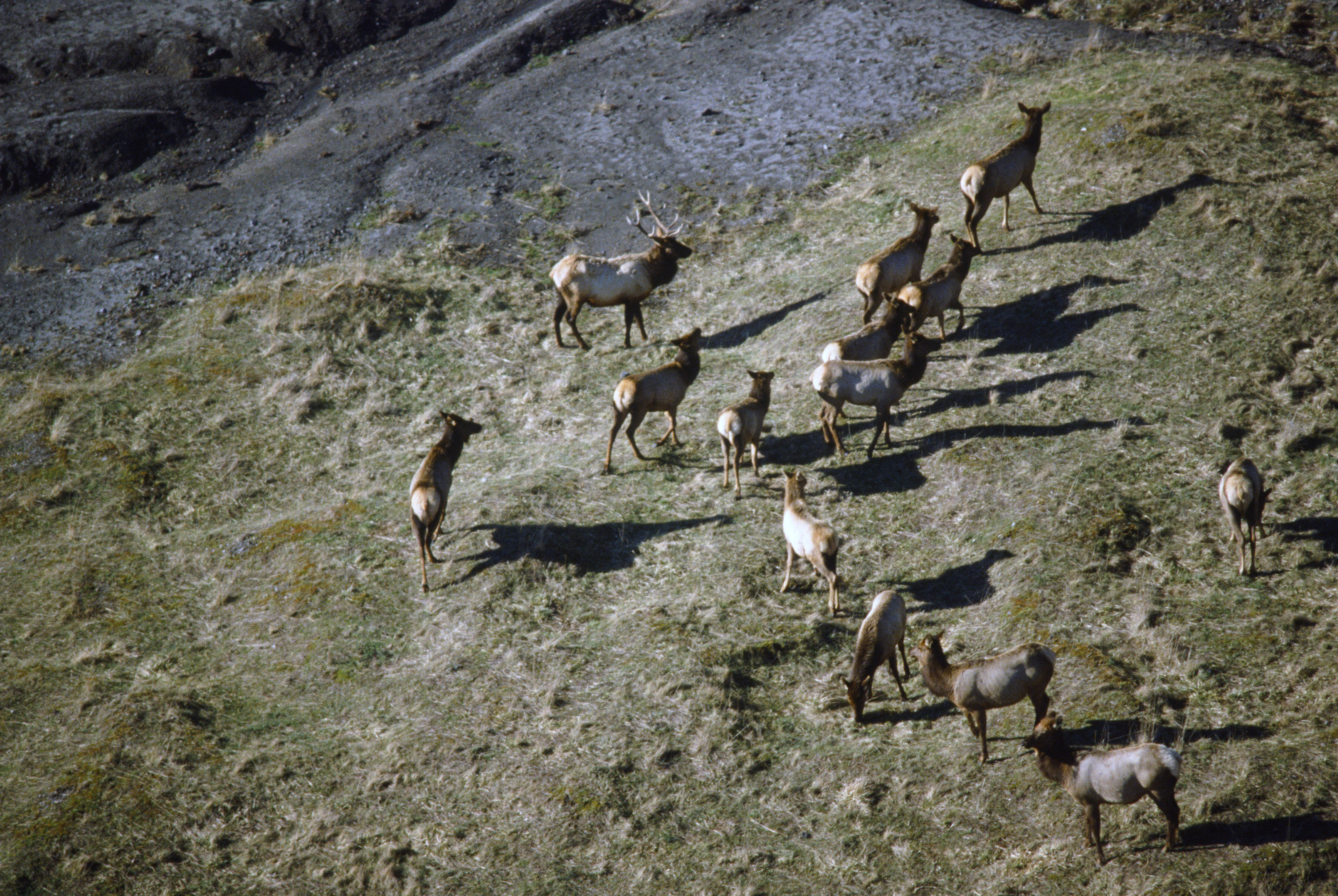
Návrat jelenů wapiti do okolí St. Helens (1980).

Sesuvem a pyroklastický proudem zničené úpatí, zapříčiněné erupcí St. Helens 18. května 1980, nabídlo jedinečnou příležitost zkoumat postupný návrat fauny a flóry do zdánlivě sterilizované krajiny. Tento dlouhodobý přírodní proces zkoumá Americká geologická služba (USGS) společně s Lesní službou USA. I v oblastech přímo zasažených proudem byly rostliny a zvířata schopny přežít pod sněhovými poli. Mezi ně patřili mladé jehličnany, hlodavci z čeledi pytlonošovitých, mravenci a vodní obojživelníci. Poté deště ze zemského povrchu částečně smyly sopečný popel, takže semena rostlin mohla vyklíčit a prorazit zbývající vrstvu. K tzv. průkopnickým druhům patřila lupina či vrbovka úzkolistá, které se první léto po erupci rychle rozšířily. Dalším úspěšným druhem byly vrby, které kolem pramenů tvořily první keře. Pavouci a brouci z čeledi střevlíkovití se stali prvními zástupci fauny, kteří migrovali do zpustošené krajiny. Do ní se rovněž vydávali jeleni wapiti, kde okusovali rostoucí vrby a olše.
Po erupci se následkem sopečného spadu vody všech jezer v zasažené oblasti okyselily. Kromě toho do nich zanesla i miliony kusů stromů a další biomasy. To se týkalo zejména jezer Spirit, Coldwater a dalších. Degradace organické hmoty v nich způsobila masivní eutrofizaci. To mělo za následek silnou expanzi řas, což vyčerpalo všechen rozpuštěný kyslík. Na konci léta 1980 se všechna tato jezera stala zónami bez života. Odborníci se domnívali, že jejich obnova bude trvat desetiletí, než se koloběh živin znovu ustálí. Srážky a teplotní výkyvy mezi léty a zimami během dvou let však stačily k tomu, aby se do vody vrátil kyslík a vyplavily se z ní přebytečné živiny. I nyní, více než 40 let po erupci, stále plavou na zdejších dvou velkých jezerech statisíce kmenů stromů. Jejich rozklad je však značně zpožděn, takže vodní plochy si s uvolňujícími se živinami dokážou poradit.
Několik jezer bylo v době hlavního výbuchu St. Helens 18. května stále pokryto ledem a sněhovou pokrývkou, poskytující ochranu tamějším rostlinám a živočichům. Přeživší ryby, obojživelníci, vodní hmyz a další druhy začali nově vznikající vodní toky osidlovat hned první léto. Jedním takovým jezerem bylo i Meta, nacházející se asi 13,5 km od sopky. Brzy se ho ptáci naučili využívat k získávání potravy a v roce 1985 se v něm objevili také bobři, jejichž hráze daly vzniknout mělkým vodním plochám, čímž se mnoha jiným druhů výrazně zlepšily životní podmínky.
Vědci pozitivní roli eroze, díky níž se semena dostala blíže k povrchu země, kde mohla úspěšně vyklíčit, zpočátku zcela dobře nerozpoznali. Obávali se, že masivní eroze vrstev popela může mít za následek rozsáhlé sesuvy půdy a dlouhodobé zanášení vodních toků sedimenty. Pro odborníky byla regenerace zničené oblasti skvělou šancí na studium disturbance a sukcese. Pro vývoj rostlin byl velice překvapivý kladný význam hlodavců, žijících pod zemí. Pytlonoš severní při stavbě svých tunelů kupí vykopanou zeminu na povrchu, čímž ji promíchává s vrstvou popela. Rovněž se tak hlouběji umístěná semena dostávají blíže k povrchu. Výkaly těchto hlodavců sehrály důležitou roli v rychlém vzniku mykorhizy, podporující růst vegetace. Po třiceti letech se pionýrské rostliny, zejména olše a několika druhů vrb, soustředily zejména v níže položených místech bohatých na vodu. Dosahovaly výšky několika metrů a napomáhaly k vzniku hustého podrostu. Naproti tomu sušší oblasti pokrývá druhově bohatá travní a keřová vegetace. V některých případech dominují i jednoleté kvetoucí rostliny. Partie umístěné ve vyšší nadmořské výšce se kvůli kratší vegetační době obnovují pomaleji.

### Rekreace
Okolí sopky navštíví každý rok průměrně 0,5–1 milion turistů.

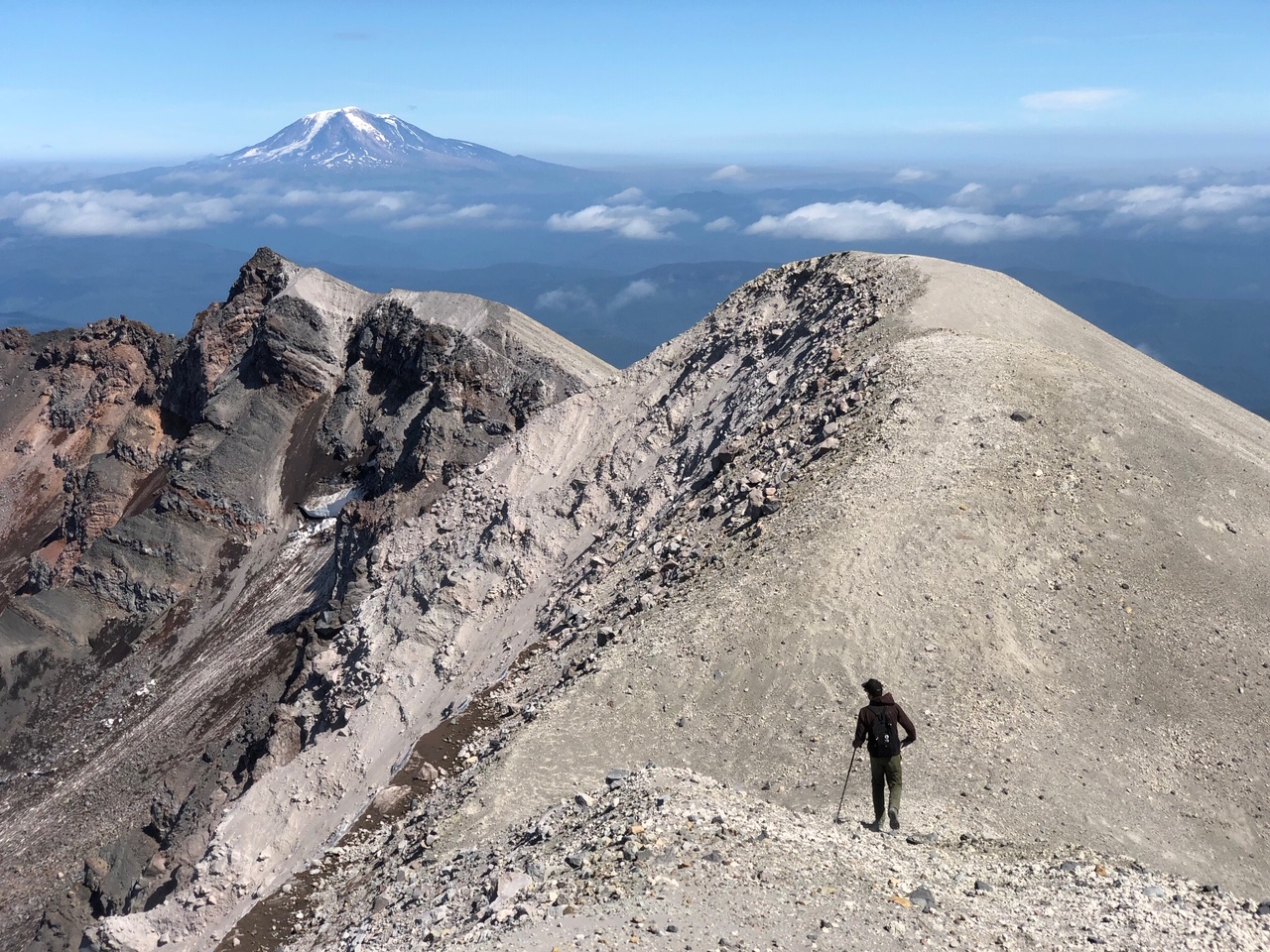
Horolezec na okraji kráteru (v pozadí vulkán Mount Adams)

Vulkán představuje oblíbenou lezeckou lokalitu pro začínající i zkušené horolezce. Lze ho zdolat celoročně, ačkoliv většina návštěvníků se na něj vydává od pozdního jara do začátku podzimu. Na vrchol vedou po jižním svahu jen dvě paralelní stezky. Zahrnují úseky strmého a členitého terénu. Od roku 1987 si každý, kdo se chce vydat nad úroveň 1500 m n. m., musí zažádat o povolení. Hlavními trasami jsou:
- Monitor Ridge Route: vede až na vrchol a využívá se v letních měsících. Začíná v kempu Climbers Bivouac a zahrnuje pěší turistiku, včetně horolezectví. Na délku měří 8 km a její převýšení činí 1400 m. Většina horolezců ji zvládne absolvovat za 7 až 12 hodin.[70]
- Worm Flows Route: se naopak doporučuje v zimě, neboť je přímější a méně obtížná. Má sice převýšení 1700 m, ale to je rozloženo v délce 10 km. Začíná na parkovišti Marble Mountain Sno-Park. Název stezky odkazuje na kamenité lávové proudy, které ji obklopují.[71][72]
- Loowit Trail: obepíná St. Helens po celém jejím obvodě, přičemž se u ní nenachází žádný kemp. Měří zhruba 51 km a je velmi obtížná. Prochází jak bujným lesem, tak i erupcí zdevastovanou krajinou. Nejnáročnější úsek leží v západní části v kaňonu jižní zdrojnice řeky Toutle (South Fork Toutle River), kde je vysoce nestabilní terén. Pozor je třeba si dávat na severní úsek, od zmíněného kaňonu přes Pemzovou pláň až po křižování s cestou Windy Ridge. Ten totiž prochází speciálně chráněnou zónou, kde je zakázáno kempování, jízda na kole, rozdělávání ohně či scházení mimo cestu. Rovněž zde platí zákaz psů. Je proto nutné dokončit tento úsek za jediný den. Značná část Loowit Trail není přirozeně krytá před přímým sluncem (takže opalovací krém a pokrývka hlavy je nutnost), prochází přes ztuhlé lávové proudy s kamenitým povrchem a  také je zde málo zdrojů pitné vody. Pro absolvování trasy není potřeba povolení, protože její nejvyšší bod nepřesahuje nadmořskou výšku 1500 m.[73][74][75]

Návštěvnické centrum, provozované Washington State Parks, se nachází v městečku Silver Lake, přibližně 50 km západně od sopky. Mezi vystavené předměty patří velký model vulkánu, seismograf nebo sezónní historické rekonstrukce.

### V kultuře

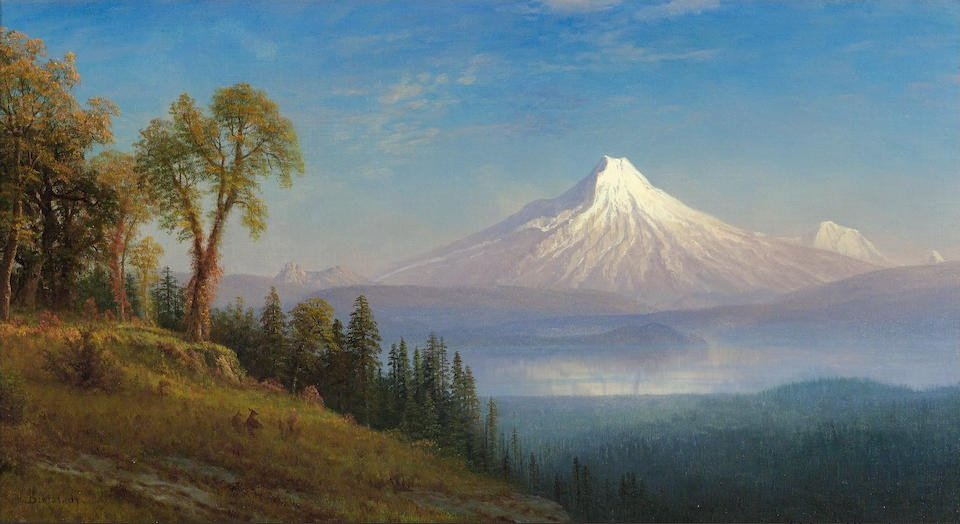
Olejová malba amerického malíře Alberta Bierstadta

#### Kinematografie
- St. Helens (1981) – americký katastrofický film
- Rozpoutané peklo (1997) – americký katastrofický film
- Vteřiny před katastrofou – epizoda 02x04 z roku 2005

#### Umění
- Mount St. Helens, Columbia River, Oregon – olejová malba z roku 1889 amerického malíře Alberta Bierstadta.

## Galerie

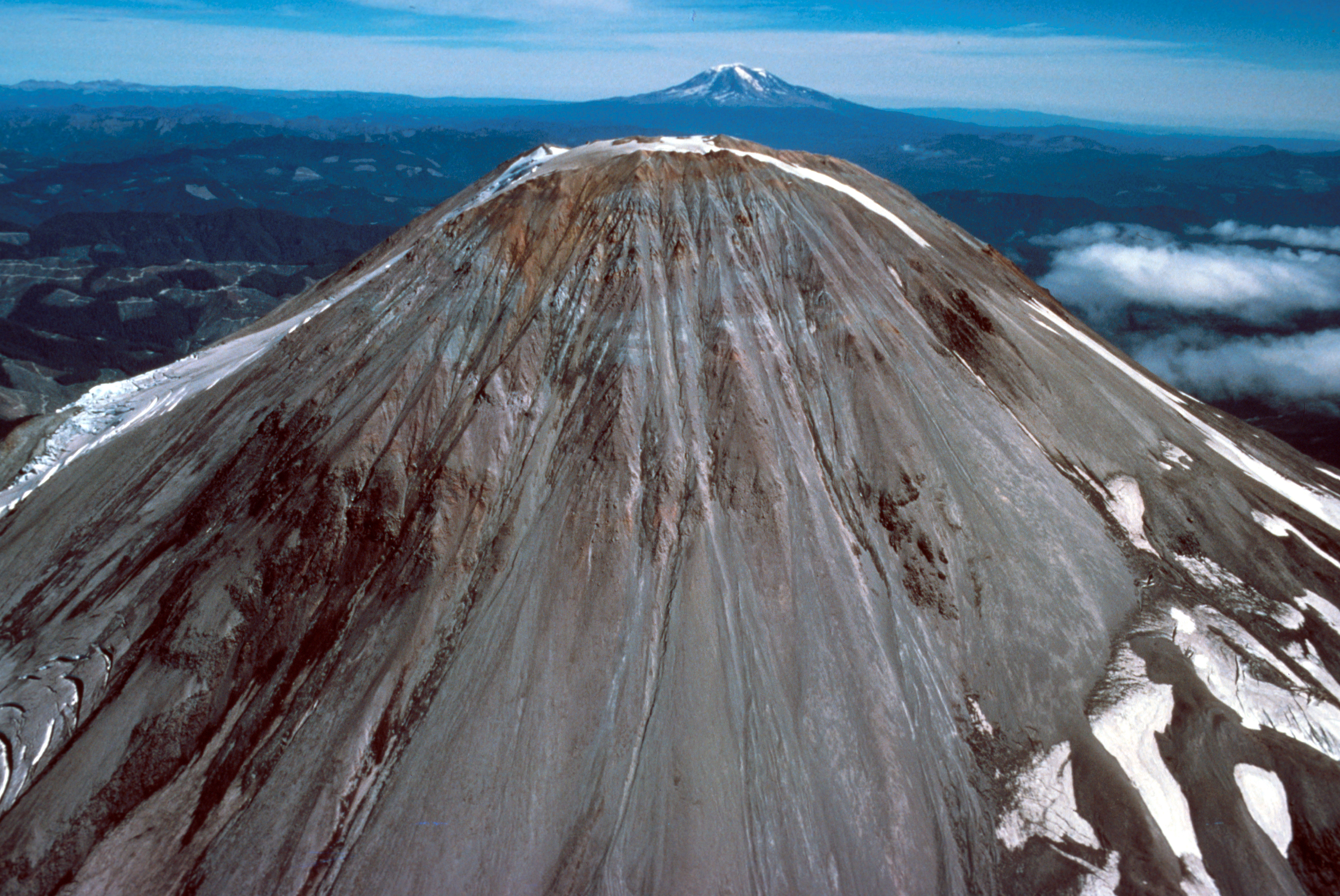
Vrchol sopky před rokem 1980
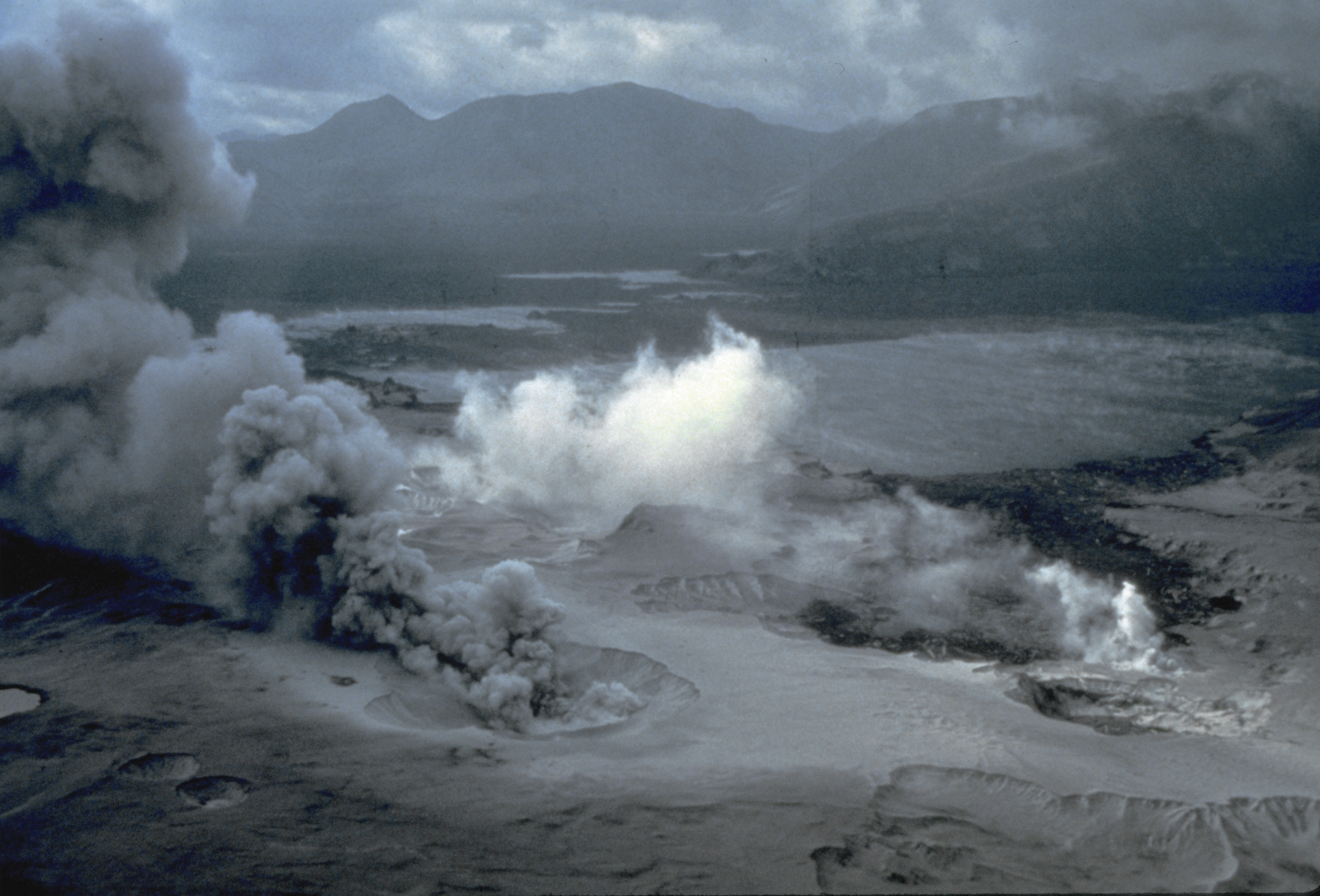
Freatický výbuch na Pemzové pláni (29. květen 1980)
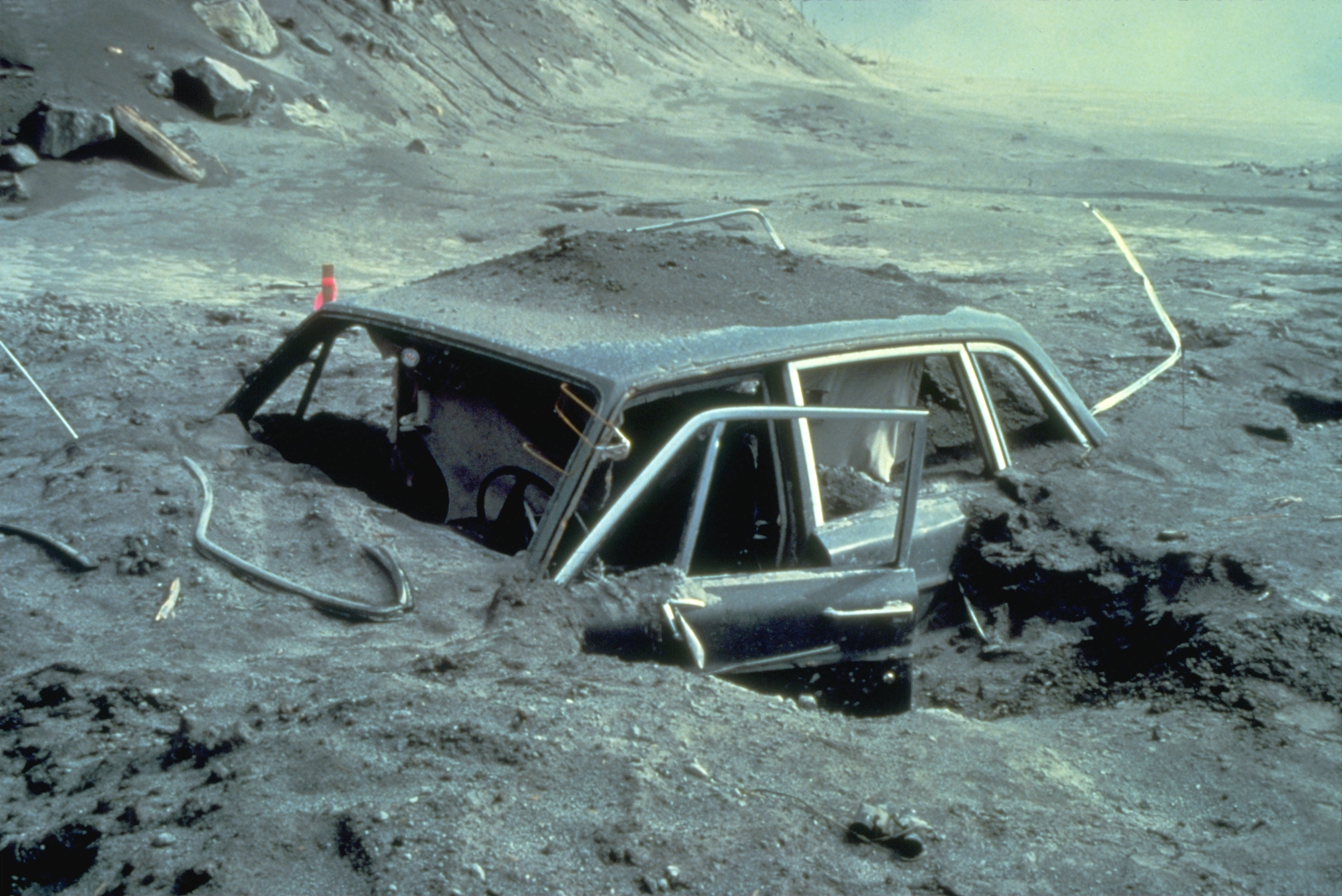
Vozidlo, ležící 16 km od sopky, v němž zahynul fotograf Reid Blackburn
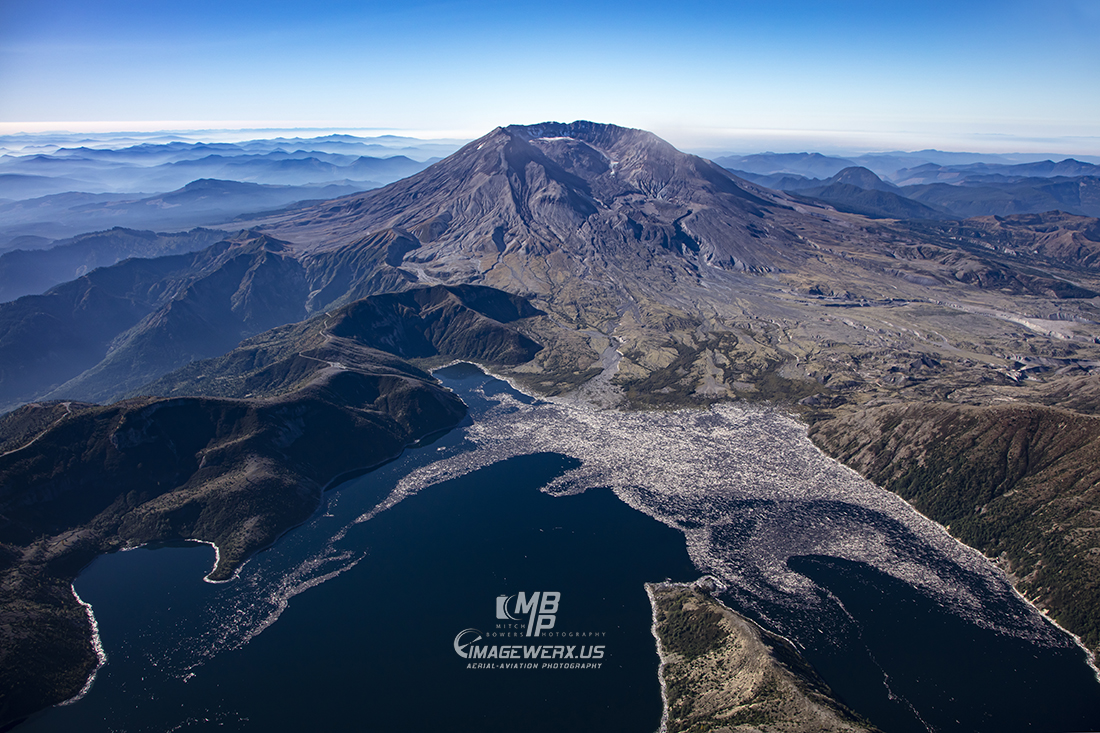
Jezero Spirit
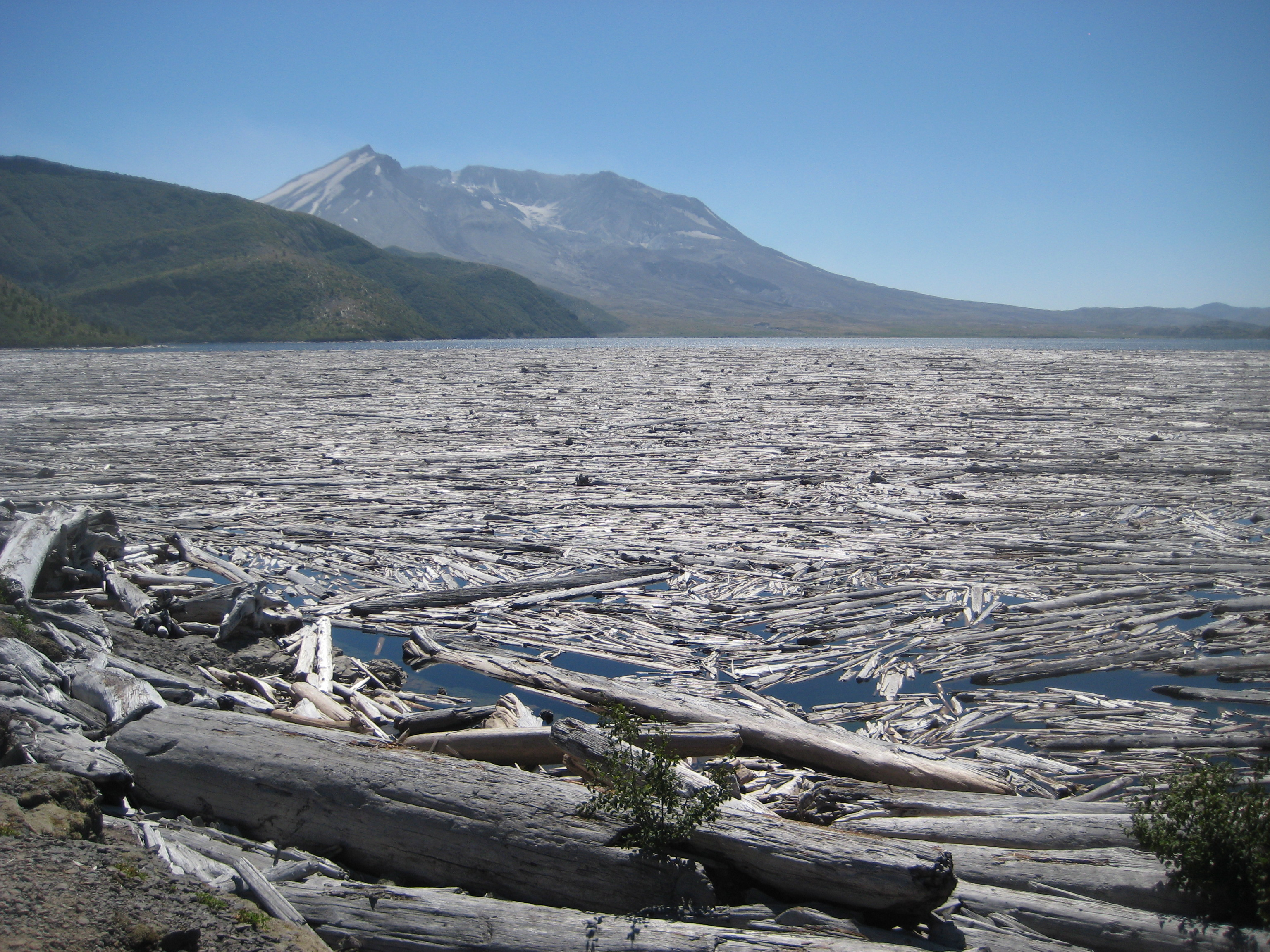
Tisíce kmenů stromů, které megatsunami spláchlo z hornatých břehu jezera Spirit, dodnes plavou na jeho hladině
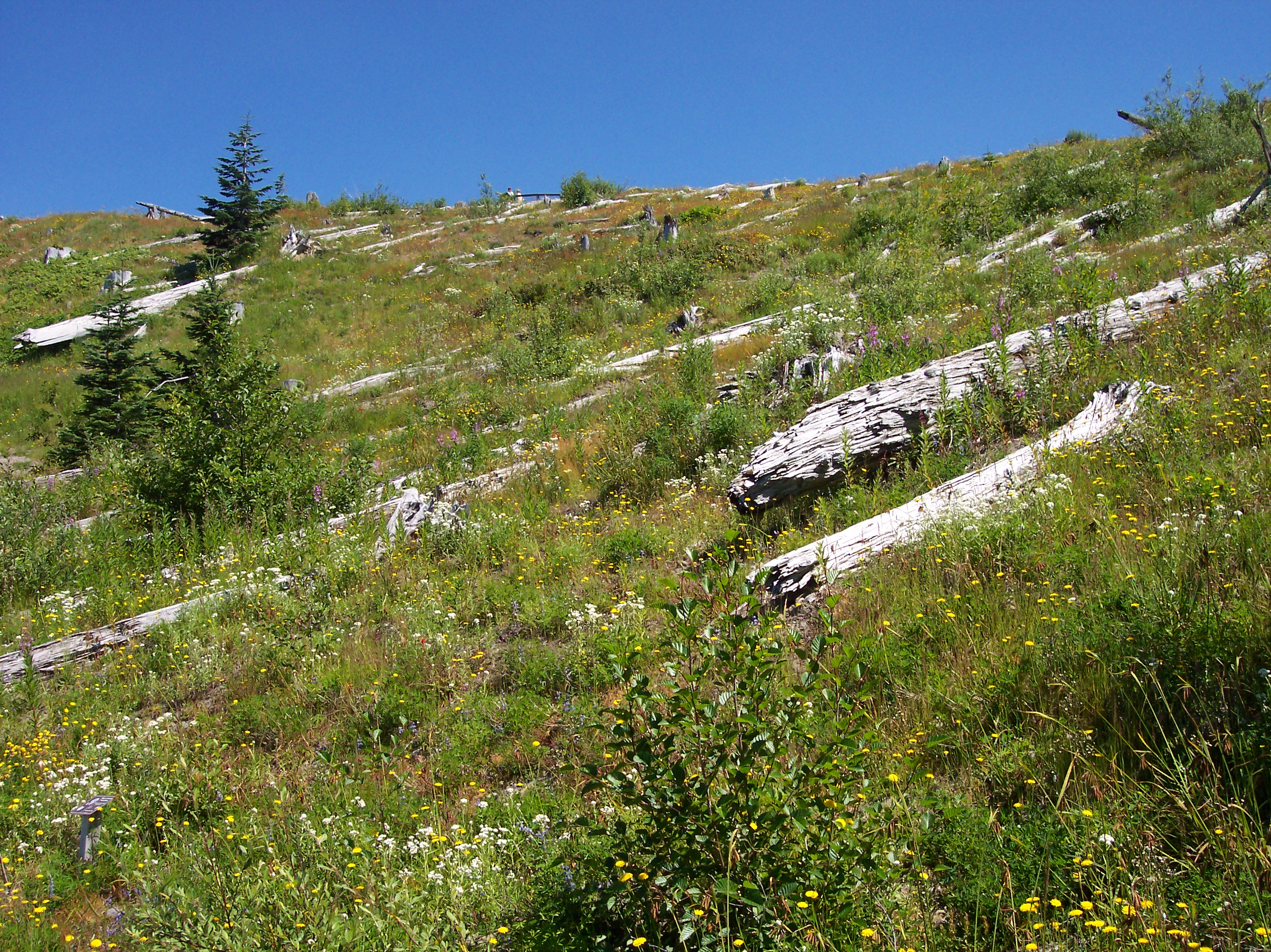
Vzpamatovávající se příroda u Johnstonova hřebenu, 25 let po erupci
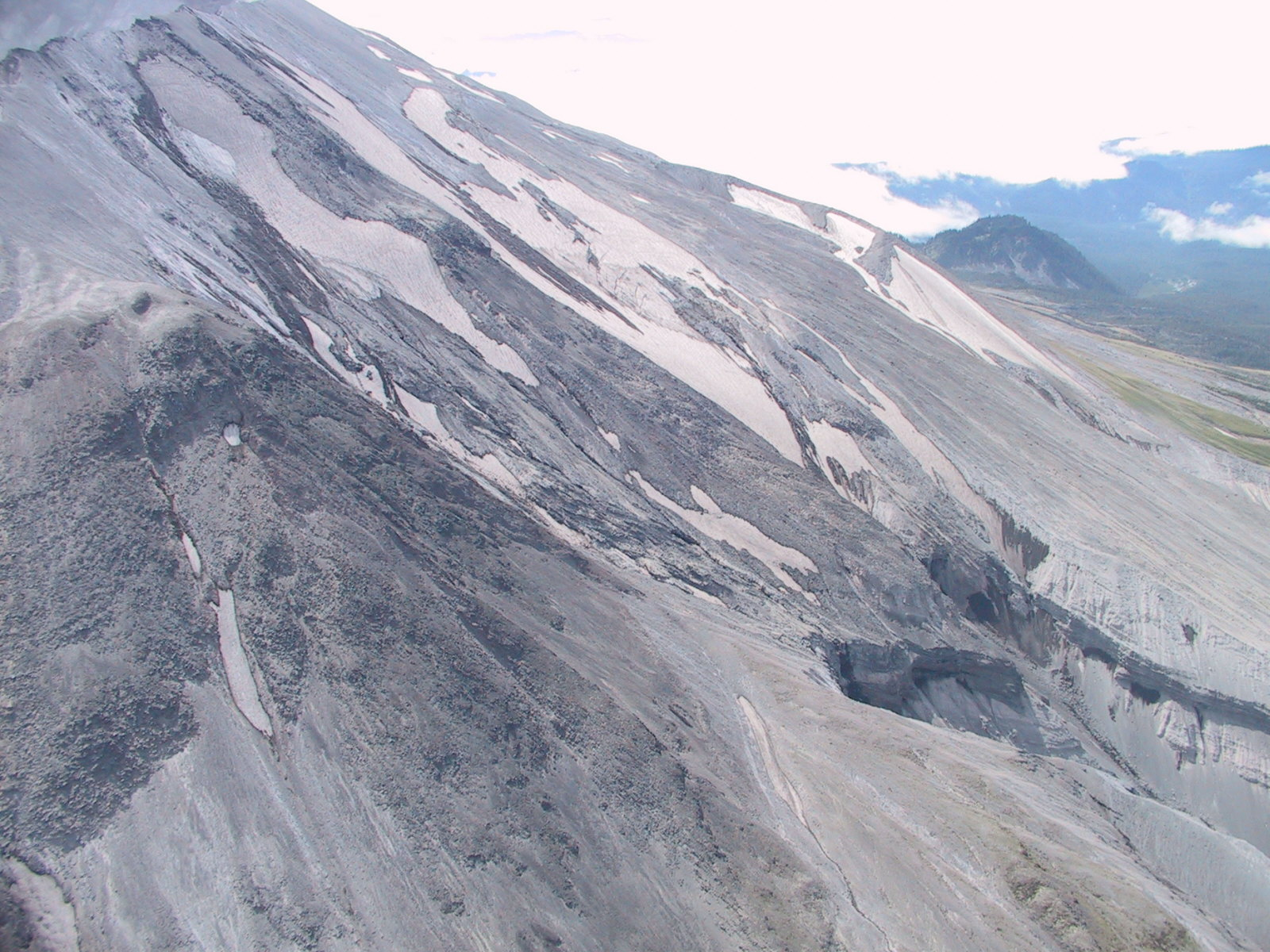
Západní úbočí s ledovci Toutle a Talus, kde pramení jižní zdrojnice řeky Toutle
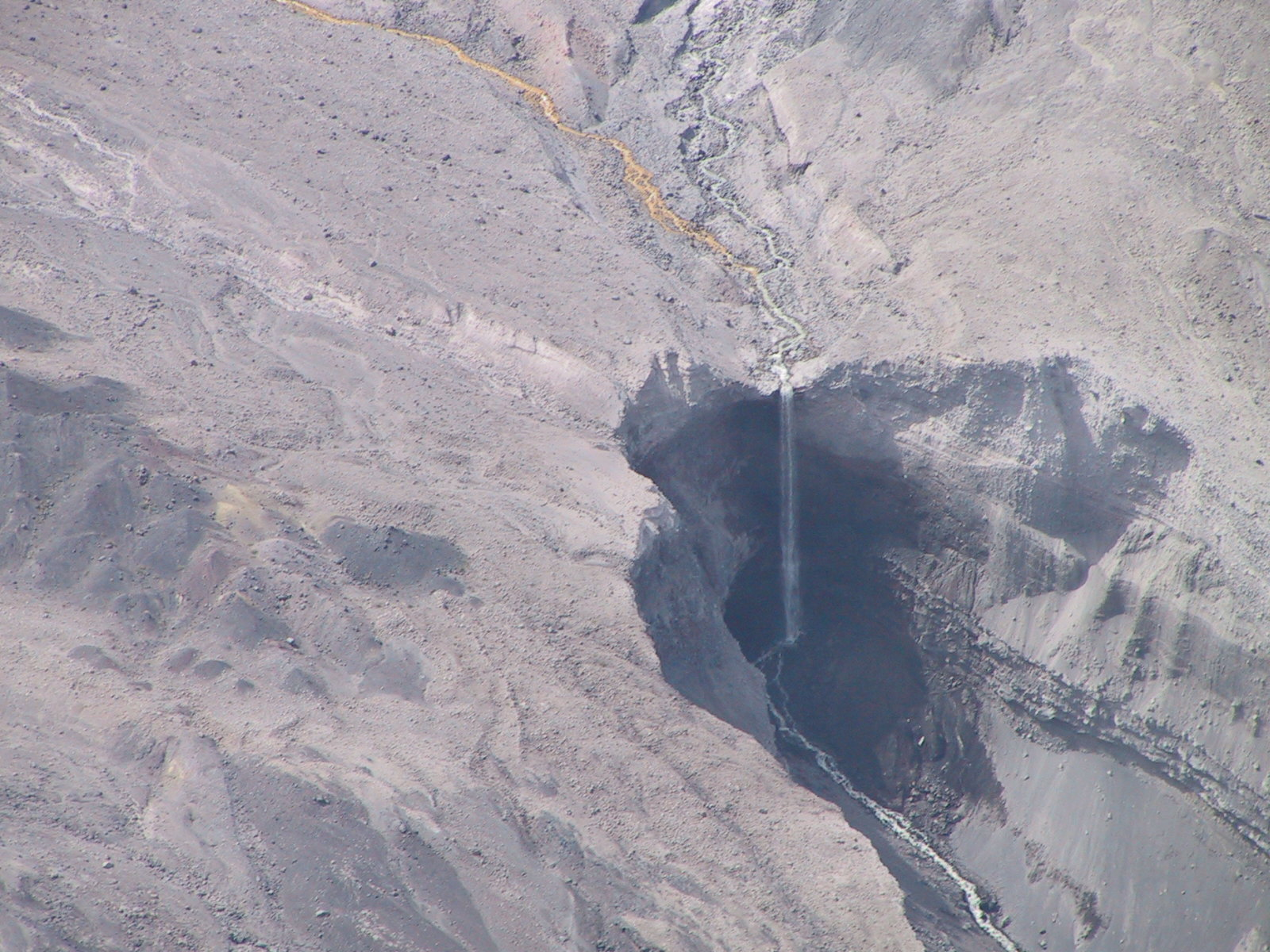
Vodopád Step (21 m) na potoku Step Creek
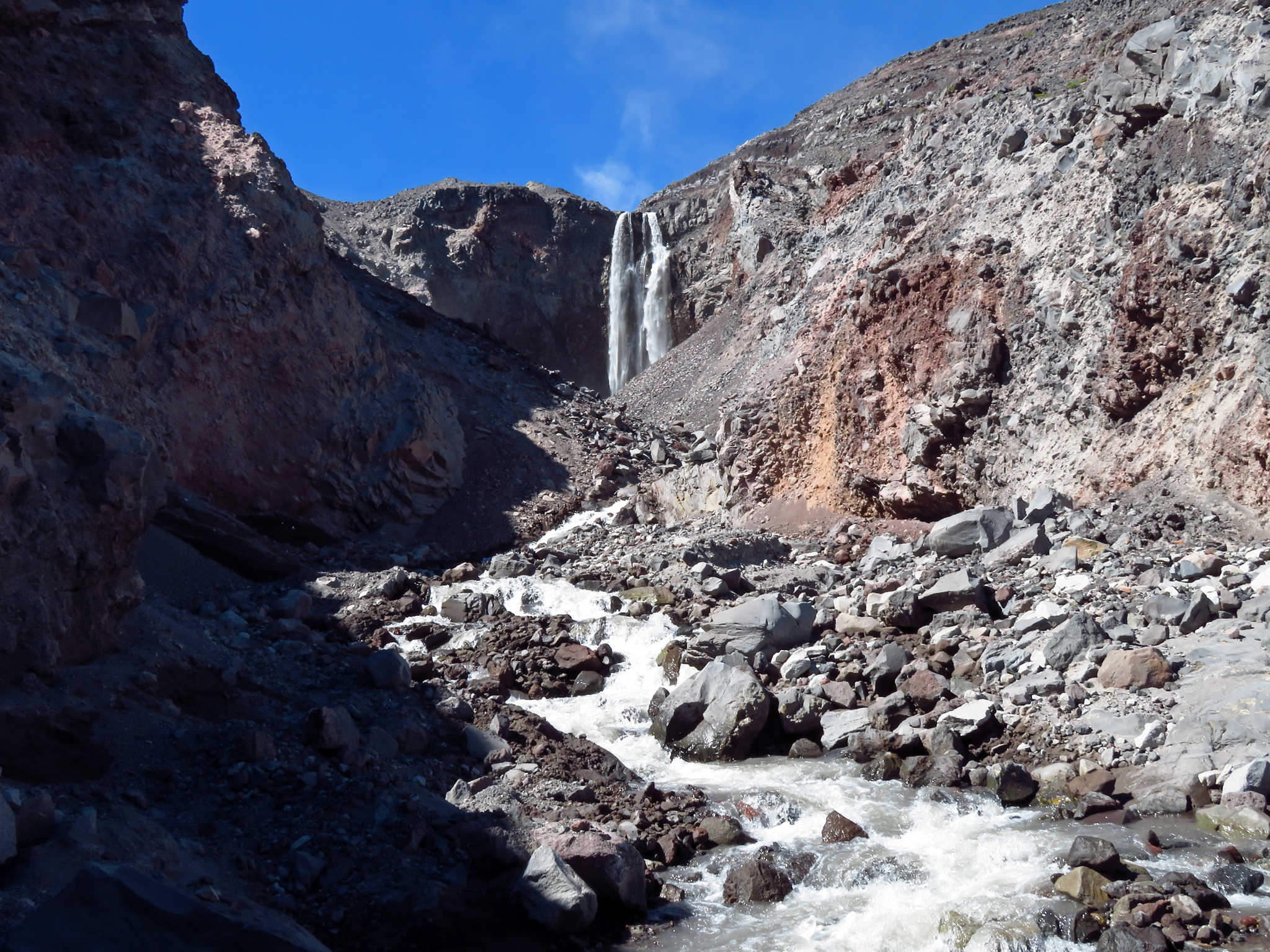
Vodopád Loowit (61 m) na potoku Loowit Creek
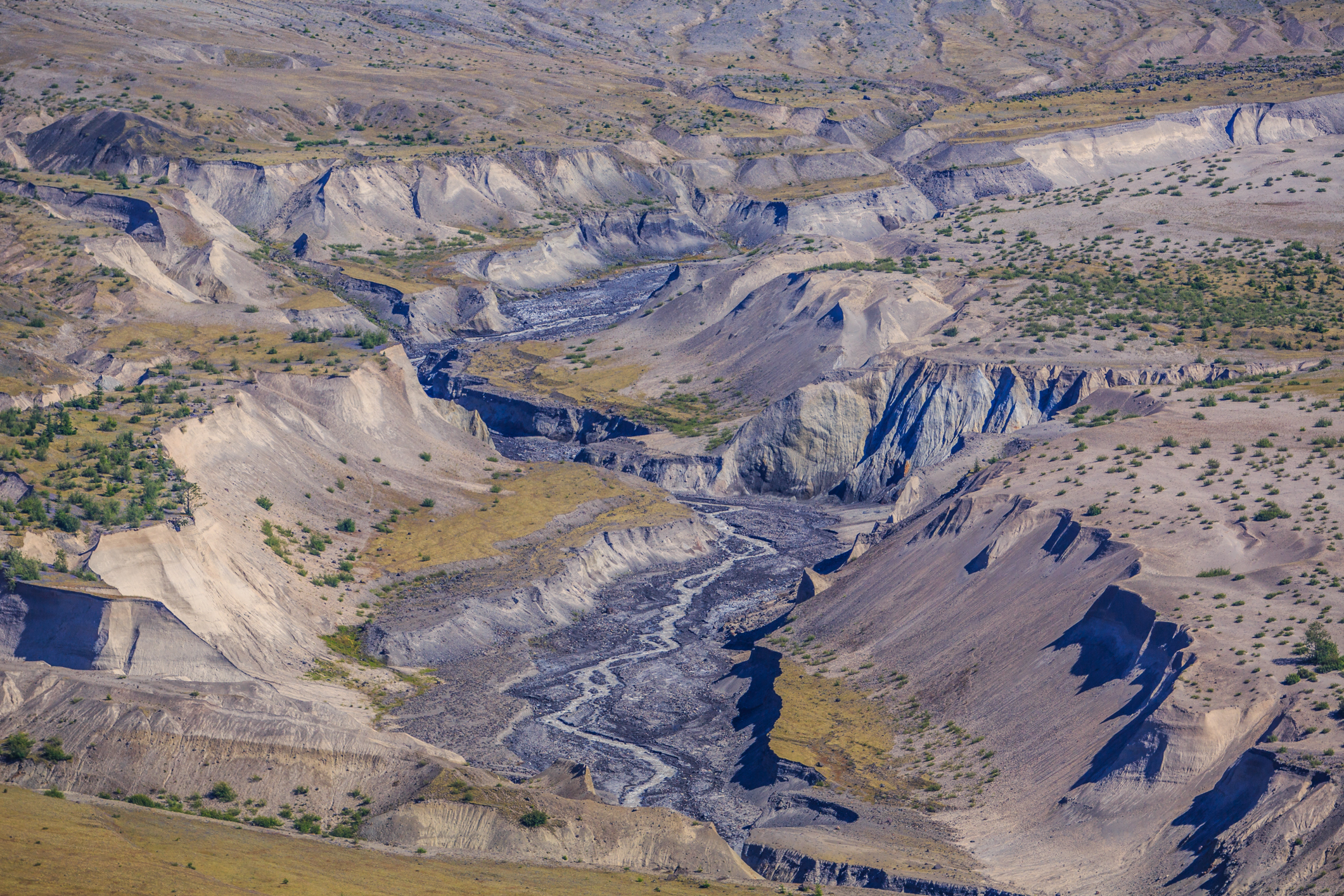
Potok Glacier Creek v kaňonu, který v pozůstatcích sesuvu vyhloubila eroze vody